# Handball-Weltmeisterschaft der Männer 2019
Die 26. Handball-Weltmeisterschaft der Männer wurde 2019 in Dänemark und Deutschland ausgetragen. Die Ausrichtung der Weltmeisterschaft war die erste, die in Kooperation von zwei Handballverbänden organisiert wurde. Zugleich war sie die 22. in Europa ausgetragene Handball-Weltmeisterschaft der Männer.

## Bewerber
Als Gastgeber der 26. Weltmeisterschaft bewarben sich die Verbände aus Dänemark und Deutschland, der Slowakei und Ungarn, Polen, Norwegen sowie Schweden.
Die Slowakei und Ungarn wollten das Turnier 2019 gemeinsam austragen. Die Slowakei war als Bestandteil der damaligen Tschechoslowakei Gastgeber der Weltmeisterschaften  1964 und 1990. Für Ungarn wäre diese Weltmeisterschaft die erste gewesen, die der Verband organisiert hätte.
Polen strebte ebenfalls die erste Austragung der Titelkämpfe im Lande an. Der Verband hatte bereits die Europameisterschaft 2016 organisiert.
Der Norwegische Handballverband zog seine Bewerbung drei Tage vor der Entscheidung über den Austragungsort zurück. Auch der Schwedische Handballverband zog seine Bewerbung kurz vor der Entscheidung zurück. Für Schweden wäre es nach 1954, 1967, 1993 und 2011 die fünfte Austragung des Wettbewerbs gewesen.
Dänemark und Deutschland reichten bei der IHF eine Doppelbewerbung ein und wollten das Turnier gemeinsam austragen. Der Dänische Handballverband war bereits Gastgeber der Weltmeisterschaft 1978, Deutschland richtete bereits vier Weltmeisterschaften (1938, 1961, 1982 und  2007) aus. Die Weltmeisterschaften 1958 und 1974 wurden außerdem vom Deutschen Handballverband in der DDR ausgetragen.

## Gastgeber
Am 28. Oktober 2013 gab die IHF auf ihrem Kongress in Doha bekannt, dass die Weltmeisterschaft in Dänemark und Deutschland stattfinden werde. Das Turnier wurde zum ersten Mal in seiner Geschichte von zwei Verbänden gemeinsam ausgetragen.

## Spielorte
Die Spiele wurden an insgesamt sechs Standorten ausgetragen, wovon vier in Deutschland (Berlin, Köln, München und Hamburg) und zwei in Dänemark (Kopenhagen und Herning) liegen.
Das Eröffnungsspiel fand in Berlin statt, das Finale wurde in Herning gespielt. Die vier Vorrundengruppen hatten jeweils einen festen Spielort (Berlin, München, Kopenhagen oder Herning). Die Vorrundenspiele der deutschen Mannschaft wurden in Berlin, die der dänischen Nationalmannschaft in Herning ausgetragen. Der Spielplan der IHF stellte sicher, dass die beiden Gastgeber die Hauptrunde im jeweils eigenen Land spielen konnten: die deutsche Mannschaft in Köln, die dänische erneut in Herning. Die beiden Halbfinals fanden in Hamburg statt, welche gleichzeitig die einzigen beiden dort ausgetragenen Spiele waren.
| Berlin |

| Hamburg |

| Köln |

| München |

| Berlin |

| Hamburg |

| Köln |

| München |

| Berlin |

| Hamburg |

| Köln |

| München |

| Berlin |

| Hamburg |

| Köln |

| München |

| Herning |

| Kopenhagen |

| Herning |

| Kopenhagen |

| Herning |

| Kopenhagen |

| Herning |

| Kopenhagen |

## Teilnehmer

### Qualifikation
An dem Turnier nahmen 24 Mannschaften teil. Automatisch qualifiziert waren Frankreich als Weltmeister 2017 sowie Dänemark und Deutschland als Gastgeber. Die restlichen 21 Startplätze wurden an zehn Teams aus Europa, vier aus Asien, je drei aus Afrika und Amerika sowie einen Vertreter Ozeaniens vergeben.

### Liste der Teilnehmer
Die nachfolgend aufgeführten Mannschaften nahmen an der Weltmeisterschaft 2019 teil. Die Tabelle zeigt zudem das Datum der Qualifizierung, den Kontinentalverband und die Anzahl der bisherigen Weltmeisterschaftsteilnahmen.
| Land          | Kontinent (Verband) | Qualifiziert als                            | Datum der Qualifikation | Anzahl Teilnahmen | Bisherige Teilnahmen an Weltmeisterschaften (fett = Weltmeister in dem jeweiligen Jahr)                                                                  |
| ------------- | ------------------- | ------------------------------------------- | ----------------------- | ----------------- | --- |
| Dänemark      | Europa (EHF)        | Gastgeber                                   | 28. Okt. 2013           | 22                | 1938, 1954, 1958, 1961, 1964, 1967, 1970, 1974, 1978, 1982, 1986, 1993, 1995, 1999, 2003, 2005, 2007, 2009, 2011, 2013, 2015, 2017                       |
| Deutschland   | Europa (EHF)        | Gastgeber                                   | 28. Okt. 2013           | 24                | 1938 1, 1954 1, 1958 1, 1961 1, 1964, 1967, 1970, 1974, 1978, 1982, 1986, 1990 5, 1993, 1995, 1999, 2001, 2003, 2005, 2007, 2009, 2011, 2013, 2015, 2017 |
| Frankreich    | Europa (EHF)        | Weltmeister 2017                            | 29. Jan. 2017           | 21                | 1954, 1958, 1961, 1964, 1967, 1970, 1978, 1990, 1993, 1995, 1997, 1999, 2001, 2003, 2005, 2007, 2009, 2011, 2013, 2015, 2017                             |
| Katar         | Asien (AHF)         | Asienmeister 2018                           | 23. Jan. 2018           | 6                 | 2003, 2005, 2007, 2013, 2015, 2017 |
| Bahrain       | Asien (AHF)         | 2. der Asienmeisterschaft 2018              | 24. Jan. 2018           | 2                 | 2011, 2017 |
| Korea         | Asien (AHF)         | Südkorea als 3. der Asienmeisterschaft 2018 | 23. Jan. 2018           | 11                | 1993, 1995, 1997, 1999, 2001, 2003, 2005, 2007, 2009, 2011, 2013                                                                                         |
| Saudi-Arabien | Asien (AHF)         | 4. der Asienmeisterschaft 2018              | 23. Jan. 2018           | 8                 | 1997, 1999, 2001, 2003, 2009, 2013, 2015, 2017 |
| Tunesien      | Afrika (CAHB)       | Afrikameister 2018                          | 26. Jan. 2018           | 13                | 1967, 1995, 1997, 1999, 2001, 2003, 2005, 2007, 2009, 2011, 2013, 2015, 2017                                                                             |
| Ägypten       | Afrika (CAHB)       | 2. der Afrikameisterschaft 2018             | 26. Jan. 2018           | 14                | 1964, 1993, 1995, 1997, 1999, 2001, 2003, 2005, 2007, 2009, 2011, 2013, 2015, 2017                                                                       |
| Angola        | Afrika (CAHB)       | 3. der Afrikameisterschaft 2018             | 26. Jan. 2018           | 3                 | 2005, 2007, 2017 |
| Spanien       | Europa (EHF)        | Europameister 2018                          | 28. Jan. 2018           | 19                | 1958, 1974, 1978, 1982, 1986, 1990, 1993, 1995, 1997, 1999, 2001, 2003, 2005, 2007, 2009, 2011, 2013, 2015, 2017                                         |
| Japan         | Asien (AHF)         | Wildcard                                    | 10. Mai 2018            | 13                | 1961, 1964, 1967, 1970, 1974, 1978, 1982, 1990, 1995, 1997, 2005, 2011, 2017                                                                             |
| Norwegen      | Europa (EHF)        | Play-off-Sieger                             | 12. Juni 2018           | 14                | 1958, 1961, 1964, 1967, 1970, 1993, 1997, 1999, 2001, 2005, 2007, 2009, 2011, 2017                                                                       |
| Russland      | Europa (EHF)        | Play-off-Sieger                             | 12. Juni 2018           | 020 2             | 1964, 1967, 1970, 1974, 1978, 1982, 1986, 1990, 1993, 1995, 1997, 1999, 2001, 2003, 2005, 2007, 2009, 2013, 2015, 2017                                   |
| Island        | Europa (EHF)        | Play-off-Sieger                             | 13. Juni 2018           | 19                | 1958, 1961, 1964, 1970, 1974, 1978, 1986, 1990, 1993, 1995, 1997, 2001, 2003, 2005, 2007, 2011, 2013, 2015, 2017                                         |
| Mazedonien    | Europa (EHF)        | Play-off-Sieger                             | 13. Juni 2018           | 05 3              | 1999, 2009, 2013, 2015, 2017 |
| Österreich    | Europa (EHF)        | Play-off-Sieger                             | 13. Juni 2018           | 5                 | 1938, 1958, 1993, 2011, 2015 |
| Schweden      | Europa (EHF)        | Play-off-Sieger                             | 13. Juni 2018           | 23                | 1938, 1954, 1958, 1961, 1964, 1967, 1970, 1974, 1978, 1982, 1986, 1990, 1993, 1995, 1997, 1999, 2001, 2003, 2005, 2009, 2011, 2015, 2017                 |
| Ungarn        | Europa (EHF)        | Play-off-Sieger                             | 13. Juni 2018           | 19                | 1958, 1964, 1967, 1970, 1974, 1978, 1982, 1986, 1990, 1993, 1995, 1997, 1999, 2003, 2007, 2009, 2011, 2013, 2017                                         |
| Kroatien      | Europa (EHF)        | Play-off-Sieger                             | 14. Juni 2018           | 012 3             | 1995, 1997, 1999, 2001, 2003, 2005, 2007, 2009, 2011, 2013, 2015, 2017                                                                                   |
| Serbien       | Europa (EHF)        | Play-off-Sieger                             | 14. Juni 2018           | 0 03 4            | 1997, 1999, 2001, 2003, 2005, 2009, 2011, 2013 |
| Argentinien   | Panamerika (PATHF)  | Panamerika-Meister 2018                     | 23. Juni 2018           | 11                | 1997, 1999, 2001, 2003, 2005, 2007, 2009, 2011, 2013, 2015, 2017                                                                                         |
| Brasilien     | Panamerika (PATHF)  | 2. der Panamerika-Meisterschaft 2018        | 23. Juni 2018           | 13                | 1958, 1995, 1997, 1999, 2001, 2003, 2005, 2007, 2009, 2011, 2013, 2015, 2017                                                                             |
| Chile         | Panamerika (PATHF)  | 3. der Panamerika-Meisterschaft 2018        | 24. Juni 2018           | 4                 | 2011, 2013, 2015, 2017 |

## Gruppenauslosung
Die Auslosung der vier Gruppen zur Vorrunde der Handball-Weltmeisterschaft 2019 fand am 25. Juni 2018 um 12:30 Uhr im Rathaus von Kopenhagen statt. Vor der Auslosung wurden die 24 qualifizierten Mannschaften in 6 Lostöpfe aus jeweils 4 Mannschaften aufgeteilt.
Lostöpfe
| Topf 1                                                           | Topf 2                                              | Topf 3                                                    | Topf 4                                      | Topf 5                                  | Topf 6                                   |
| ---------------------------------------------------------------- | --------------------------------------------------- | --------------------------------------------------------- | ------------------------------------------- | --------------------------------------- | ---------------------------------------- |
| - Frankreich - Spanien - Schweden (gesetzt) - Dänemark (gesetzt) | - Kroatien (gesetzt) - Russland - Norwegen - Ungarn | - Katar - Deutschland (gesetzt) - Österreich - Mazedonien | - Serbien - Tunesien - Island - Argentinien | - Brasilien - Ägypten - Bahrain - Chile | - Korea - Saudi-Arabien - Angola - Japan |

Folgende Mannschaften waren schon vor der Auslosung gesetzt:
- Deutschland in die Gruppe A
- Kroatien in die Gruppe B
- Dänemark in die Gruppe C und
- Schweden in die Gruppe D

Die restlichen 20 Mannschaften wurden ausgelost. Die Auslosung ergab folgende vier Gruppen mit jeweils sechs Teams:
| Gruppe A Berlin                                                     | Gruppe B München                                             | Gruppe C Herning                                                      | Gruppe D Kopenhagen                                          |
| ------------------------------------------------------------------- | ------------------------------------------------------------ | --------------------------------------------------------------------- | ------------------------------------------------------------ |
| - Frankreich - Russland - Deutschland - Serbien - Brasilien - Korea | - Spanien - Kroatien - Mazedonien - Island - Bahrain - Japan | - Dänemark - Norwegen - Österreich - Tunesien - Chile - Saudi-Arabien | - Schweden - Ungarn - Katar - Argentinien - Ägypten - Angola |

## Vorrunde
Die Vorrunde begann am 10. Januar 2019 mit den Eröffnungsspielen der beiden gastgebenden Verbände: In der Berliner Mercedes-Benz-Arena traf Deutschland auf die erstmals antretende koreanische Mannschaft. Später am Abend spielte Dänemark in der Royal Arena in Kopenhagen gegen Chile. Für die restlichen 20 Teams begann das Turnier einen Tag später. Die Vorrunde wurde in vier Gruppen à sechs Mannschaften gespielt.

### Wertungskriterien
Bei den Vorrundenspielen handelte es sich um Punktspiele. Dabei bekam die Mannschaft pro Sieg 2 Punkte und bei einem Unentschieden 1 Punkt. Keine Punkte gab es bei einer Niederlage.
Bei Punktgleichheit von zwei oder mehr Mannschaften entschieden nach Abschluss der Vorrunde folgende Kriterien über die Platzierung:
1. höhere Anzahl Punkte in den Direktbegegnungen der punktgleichen Teams;
2. bessere Tordifferenz in den Direktbegegnungen der punktgleichen Teams;
3. höhere Anzahl Tore in den Direktbegegnungen der punktgleichen Teams;
4. bessere Tordifferenz aus allen Gruppenspielen;
5. höhere Anzahl Tore aus allen Gruppenspielen;
6. das Los.

Legende

Die Uhrzeiten sind in MEZ angegeben.

### Gruppe A
| Pl. | Land        | Sp. | S | U | N | Tore      | Diff. | Punkte |
| --- | ----------- | --- | - | - | - | --------- | ----- | ------ |
| 1.  | Frankreich  | 5   | 4 | 1 | 0 | 0138:1130 | +25   | 9      |
| 2.  | Deutschland | 5   | 3 | 2 | 0 | 0142:1100 | +32   | 8      |
| 3.  | Brasilien   | 5   | 3 | 0 | 2 | 0127:1290 | −2    | 6      |
| 4.  | Russland    | 5   | 1 | 2 | 2 | 0131:1270 | +4    | 4      |
| 5.  | Serbien     | 5   | 1 | 1 | 3 | 0127:1460 | −19   | 3      |
| 6.  | Korea       | 5   | 0 | 0 | 5 | 0124:1640 | −40   | 0      |

| 10. Januar 2019 18:15 Uhr | Korea                        | 19:30          | Deutschland               | Mercedes-Benz Arena, Berlin Zuschauer: 13.500 Schiedsrichter: Gjeding/Hansen |
| 10. Januar 2019 18:15 Uhr | meiste Tore: Jang, Kang je 4 | (10:17)        | meiste Tore: Gensheimer 7 | Mercedes-Benz Arena, Berlin Zuschauer: 13.500 Schiedsrichter: Gjeding/Hansen |
| 10. Januar 2019 18:15 Uhr | Strafen: 5× 1×               | Spielstatistik | Strafen: 1× 6×            | Mercedes-Benz Arena, Berlin Zuschauer: 13.500 Schiedsrichter: Gjeding/Hansen |

| 11. Januar 2019 18:00 Uhr | Serbien             | 30:30          | Russland                | Mercedes-Benz Arena, Berlin Zuschauer: 10.468 Schiedsrichter: Jørum/Kleven |
| 11. Januar 2019 18:00 Uhr | meiste Tore: Ilić 6 | (16:16)        | meiste Tore: Dibirow 12 | Mercedes-Benz Arena, Berlin Zuschauer: 10.468 Schiedsrichter: Jørum/Kleven |
| 11. Januar 2019 18:00 Uhr | Strafen: 2× 5×      | Spielstatistik | Strafen: 1× 4×          | Mercedes-Benz Arena, Berlin Zuschauer: 10.468 Schiedsrichter: Jørum/Kleven |

| 11. Januar 2019 20:30 Uhr | Brasilien             | 22:24          | Frankreich                    | Mercedes-Benz Arena, Berlin Zuschauer: 10.529 Schiedsrichter: Kurtagic/Wetterwik |
| 11. Januar 2019 20:30 Uhr | meiste Tore: Toledo 8 | (13:16)        | meiste Tore: Guigou, Mem je 6 | Mercedes-Benz Arena, Berlin Zuschauer: 10.529 Schiedsrichter: Kurtagic/Wetterwik |
| 11. Januar 2019 20:30 Uhr | Strafen: 3× 5×        | Spielstatistik | Strafen: 3× 4×                | Mercedes-Benz Arena, Berlin Zuschauer: 10.529 Schiedsrichter: Kurtagic/Wetterwik |

| 12. Januar 2019 15:30 Uhr | Russland                   | 34:27          | Korea                        | Mercedes-Benz Arena, Berlin Zuschauer: 10.039 Schiedsrichter: Pavićević/Ražnatović |
| 12. Januar 2019 15:30 Uhr | meiste Tore: Schkurinski 6 | (20:13)        | meiste Tore: Kang, Park je 4 | Mercedes-Benz Arena, Berlin Zuschauer: 10.039 Schiedsrichter: Pavićević/Ražnatović |
| 12. Januar 2019 15:30 Uhr | Strafen: 2× 8× 1×          | Spielstatistik | Strafen: 1× 2×               | Mercedes-Benz Arena, Berlin Zuschauer: 10.039 Schiedsrichter: Pavićević/Ražnatović |

| 12. Januar 2019 18:15 Uhr | Deutschland                | 34:21          | Brasilien             | Mercedes-Benz Arena, Berlin Zuschauer: 13.500 Schiedsrichter: Jørum/Kleven |
| 12. Januar 2019 18:15 Uhr | meiste Tore: Gensheimer 10 | (15:8)         | meiste Tore: Toledo 5 | Mercedes-Benz Arena, Berlin Zuschauer: 13.500 Schiedsrichter: Jørum/Kleven |
| 12. Januar 2019 18:15 Uhr | Strafen: 2× 4×             | Spielstatistik | Strafen: 2× 6× 1×     | Mercedes-Benz Arena, Berlin Zuschauer: 13.500 Schiedsrichter: Jørum/Kleven |

| 12. Januar 2019 20:30 Uhr | Frankreich                         | 32:21          | Serbien                    | Mercedes-Benz Arena, Berlin Zuschauer: 13.500 Schiedsrichter: Gjeding/Hansen |
| 12. Januar 2019 20:30 Uhr | meiste Tore: Remili, Fabregas je 5 | (15:12)        | meiste Tore: Radivojević 6 | Mercedes-Benz Arena, Berlin Zuschauer: 13.500 Schiedsrichter: Gjeding/Hansen |
| 12. Januar 2019 20:30 Uhr | Strafen: 2×                        | Spielstatistik | Strafen: 2× 4×             | Mercedes-Benz Arena, Berlin Zuschauer: 13.500 Schiedsrichter: Gjeding/Hansen |

| 14. Januar 2019 15:30 Uhr | Serbien                                 | 22:24          | Brasilien             | Mercedes-Benz Arena, Berlin Zuschauer: 10.211 Schiedsrichter: Gjeding/Hansen |
| 14. Januar 2019 15:30 Uhr | meiste Tore: Radivojević, Marsenić je 5 | (11:14)        | meiste Tore: Toledo 5 | Mercedes-Benz Arena, Berlin Zuschauer: 10.211 Schiedsrichter: Gjeding/Hansen |
| 14. Januar 2019 15:30 Uhr | Strafen: 3× 6× 1×                       | Spielstatistik | Strafen: 2× 3×        | Mercedes-Benz Arena, Berlin Zuschauer: 10.211 Schiedsrichter: Gjeding/Hansen |

| 14. Januar 2019 18:00 Uhr | Russland               | 22:22          | Deutschland               | Mercedes-Benz Arena, Berlin Zuschauer: 13.500 Schiedsrichter: Kurtagic/Wetterwik |
| 14. Januar 2019 18:00 Uhr | meiste Tore: Dibirow 8 | (10:12)        | meiste Tore: Gensheimer 8 | Mercedes-Benz Arena, Berlin Zuschauer: 13.500 Schiedsrichter: Kurtagic/Wetterwik |
| 14. Januar 2019 18:00 Uhr | Strafen: 3× 5×         | Spielstatistik | Strafen: 3×               | Mercedes-Benz Arena, Berlin Zuschauer: 13.500 Schiedsrichter: Kurtagic/Wetterwik |

| 14. Januar 2019 20:30 Uhr | Frankreich            | 34:23          | Korea               | Mercedes-Benz Arena, Berlin Zuschauer: 10.331 Schiedsrichter: Pavićević/Ražnatović |
| 14. Januar 2019 20:30 Uhr | meiste Tore: Remili 7 | (17:16)        | meiste Tore: Kang 7 | Mercedes-Benz Arena, Berlin Zuschauer: 10.331 Schiedsrichter: Pavićević/Ražnatović |
| 14. Januar 2019 20:30 Uhr | Strafen: 3× 6×        | Spielstatistik | Strafen: 2× 3×      | Mercedes-Benz Arena, Berlin Zuschauer: 10.331 Schiedsrichter: Pavićević/Ražnatović |

| 15. Januar 2019 15:30 Uhr | Russland                              | 23:25          | Brasilien             | Mercedes-Benz Arena, Berlin Zuschauer: 9.011 Schiedsrichter: Pavićević/Ražnatović |
| 15. Januar 2019 15:30 Uhr | meiste Tore: Dibirow, Schitnikow je 6 | (10:15)        | meiste Tore: Borges 7 | Mercedes-Benz Arena, Berlin Zuschauer: 9.011 Schiedsrichter: Pavićević/Ražnatović |
| 15. Januar 2019 15:30 Uhr | Strafen: 1× 6× 1×                     | Spielstatistik | Strafen: 2× 5×        | Mercedes-Benz Arena, Berlin Zuschauer: 9.011 Schiedsrichter: Pavićević/Ražnatović |

| 15. Januar 2019 18:00 Uhr | Korea                | 29:31          | Serbien                 | Mercedes-Benz Arena, Berlin Zuschauer: 11.953 Schiedsrichter: Kurtagic/Wetterwik |
| 15. Januar 2019 18:00 Uhr | meiste Tore: Kang 12 | (16:14)        | meiste Tore: Vorkapić 7 | Mercedes-Benz Arena, Berlin Zuschauer: 11.953 Schiedsrichter: Kurtagic/Wetterwik |
| 15. Januar 2019 18:00 Uhr | Strafen: 1× 3×       | Spielstatistik | Strafen: 2× 5× 1×       | Mercedes-Benz Arena, Berlin Zuschauer: 11.953 Schiedsrichter: Kurtagic/Wetterwik |

| 15. Januar 2019 20:30 Uhr | Deutschland                                  | 25:25          | Frankreich          | Mercedes-Benz Arena, Berlin Zuschauer: 13.500 Schiedsrichter: Gjeding/Hansen |
| 15. Januar 2019 20:30 Uhr | meiste Tore: Strobel, Wiede, Gensheimer je 4 | (12:10)        | meiste Tore: Mahé 9 | Mercedes-Benz Arena, Berlin Zuschauer: 13.500 Schiedsrichter: Gjeding/Hansen |
| 15. Januar 2019 20:30 Uhr | Strafen: 2× 5×                               | Spielstatistik | Strafen: 6×         | Mercedes-Benz Arena, Berlin Zuschauer: 13.500 Schiedsrichter: Gjeding/Hansen |

| 17. Januar 2019 15:30 Uhr | Brasilien             | 35:26          | Korea               | Mercedes-Benz Arena, Berlin Zuschauer: 8.933 Schiedsrichter: Jørum/Kleven |
| 17. Januar 2019 15:30 Uhr | meiste Tore: Borges 6 | (18:10)        | meiste Tore: Kang 5 | Mercedes-Benz Arena, Berlin Zuschauer: 8.933 Schiedsrichter: Jørum/Kleven |
| 17. Januar 2019 15:30 Uhr | Strafen: 2× 5×        | Spielstatistik | Strafen: 1× 2×      | Mercedes-Benz Arena, Berlin Zuschauer: 8.933 Schiedsrichter: Jørum/Kleven |

| 17. Januar 2019 18:00 Uhr | Deutschland           | 31:23          | Serbien             | Mercedes-Benz Arena, Berlin Zuschauer: 13.500 Schiedsrichter: Pavićević/Ražnatović |
| 17. Januar 2019 18:00 Uhr | meiste Tore: Musche 5 | (16:12)        | meiste Tore: Ilic 6 | Mercedes-Benz Arena, Berlin Zuschauer: 13.500 Schiedsrichter: Pavićević/Ražnatović |
| 17. Januar 2019 18:00 Uhr | Strafen: 1× 3× 1×     | Spielstatistik | Strafen: 3× 7×      | Mercedes-Benz Arena, Berlin Zuschauer: 13.500 Schiedsrichter: Pavićević/Ražnatović |

| 17. Januar 2019 20:30 Uhr | Frankreich                | 23:22          | Russland                   | Mercedes-Benz Arena, Berlin Zuschauer: 11.287 Schiedsrichter: Horáček/Novotný |
| 17. Januar 2019 20:30 Uhr | meiste Tore: Richardson 4 | (12:12)        | meiste Tore: Schkurinski 4 | Mercedes-Benz Arena, Berlin Zuschauer: 11.287 Schiedsrichter: Horáček/Novotný |
| 17. Januar 2019 20:30 Uhr | Strafen: 2×               | Spielstatistik | Strafen: 1× 4×             | Mercedes-Benz Arena, Berlin Zuschauer: 11.287 Schiedsrichter: Horáček/Novotný |

### Gruppe B
| Pl. | Land       | Sp. | S | U | N | Tore      | Diff. | Punkte |
| --- | ---------- | --- | - | - | - | --------- | ----- | ------ |
| 1.  | Kroatien   | 5   | 5 | 0 | 0 | 0152:1150 | +37   | 10     |
| 2.  | Spanien    | 5   | 4 | 0 | 1 | 0142:1140 | +28   | 8      |
| 3.  | Island     | 5   | 3 | 0 | 2 | 0137:1240 | +13   | 6      |
| 4.  | Mazedonien | 5   | 2 | 0 | 3 | 0131:1390 | −8    | 4      |
| 5.  | Bahrain    | 5   | 1 | 0 | 4 | 0107:1510 | −44   | 2      |
| 6.  | Japan      | 5   | 0 | 0 | 5 | 0121:1470 | −26   | 0      |

| 11. Januar 2019 15:30 Uhr | Japan                   | 29:38          | Mazedonien             | Olympiahalle, München Zuschauer: 7.500 Schiedsrichter: Horáček/Novotný |
| 11. Januar 2019 15:30 Uhr | meiste Tore: Watanabe 5 | (13:18)        | meiste Tore: Lazarov 8 | Olympiahalle, München Zuschauer: 7.500 Schiedsrichter: Horáček/Novotný |
| 11. Januar 2019 15:30 Uhr | Strafen: 3×             | Spielstatistik | Strafen: 1× 4×         | Olympiahalle, München Zuschauer: 7.500 Schiedsrichter: Horáček/Novotný |

| 11. Januar 2019 18:00 Uhr | Island                    | 27:31          | Kroatien                 | Olympiahalle, München Zuschauer: 12.000 Schiedsrichter: Boualloucha/Khenissi |
| 11. Januar 2019 18:00 Uhr | meiste Tore: Pálmarsson 7 | (14:16)        | meiste Tore: Stepančić 8 | Olympiahalle, München Zuschauer: 12.000 Schiedsrichter: Boualloucha/Khenissi |
| 11. Januar 2019 18:00 Uhr | Strafen: 2× 5×            | Spielstatistik | Strafen: 3× 2×           | Olympiahalle, München Zuschauer: 12.000 Schiedsrichter: Boualloucha/Khenissi |

| 11. Januar 2019 20:30 Uhr | Bahrain                            | 23:33          | Spanien             | Olympiahalle, München Zuschauer: 9.800 Schiedsrichter: Grillo/Lenci |
| 11. Januar 2019 20:30 Uhr | meiste Tore: Habib, al-Sayyad je 7 | (11:16)        | meiste Tore: Solé 7 | Olympiahalle, München Zuschauer: 9.800 Schiedsrichter: Grillo/Lenci |
| 11. Januar 2019 20:30 Uhr | Strafen: 2× 6×                     | Spielstatistik | Strafen: 2× 4×      | Olympiahalle, München Zuschauer: 9.800 Schiedsrichter: Grillo/Lenci |

| 13. Januar 2019 14:00 Uhr | Mazedonien             | 28:23          | Bahrain                  | Olympiahalle, München Zuschauer: 8.500 Schiedsrichter: Boualloucha/Khenissi |
| 13. Januar 2019 14:00 Uhr | meiste Tore: Lazarov 8 | (12:8)         | meiste Tore: al-Sayyad 6 | Olympiahalle, München Zuschauer: 8.500 Schiedsrichter: Boualloucha/Khenissi |
| 13. Januar 2019 14:00 Uhr | Strafen: 1× 3×         | Spielstatistik | Strafen: 1× 3×           | Olympiahalle, München Zuschauer: 8.500 Schiedsrichter: Boualloucha/Khenissi |

| 13. Januar 2019 16:30 Uhr | Kroatien              | 35:27          | Japan                 | Olympiahalle, München Zuschauer: 12.000 Schiedsrichter: Brunner/Salah |
| 13. Januar 2019 16:30 Uhr | meiste Tore: Horvat 8 | (18:13)        | meiste Tore: Tokuda 6 | Olympiahalle, München Zuschauer: 12.000 Schiedsrichter: Brunner/Salah |
| 13. Januar 2019 16:30 Uhr | Strafen: 3× 2×        | Spielstatistik | Strafen: 3× 2×        | Olympiahalle, München Zuschauer: 12.000 Schiedsrichter: Brunner/Salah |

| 13. Januar 2019 19:00 Uhr | Spanien             | 32:25          | Island                     | Olympiahalle, München Zuschauer: 12.000 Schiedsrichter: Horáček/Novotný |
| 13. Januar 2019 19:00 Uhr | meiste Tore: Solé 5 | (19:14)        | meiste Tore: Guðmundsson 6 | Olympiahalle, München Zuschauer: 12.000 Schiedsrichter: Horáček/Novotný |
| 13. Januar 2019 19:00 Uhr | Strafen: 1× 3×      | Spielstatistik | Strafen: 2× 6×             | Olympiahalle, München Zuschauer: 12.000 Schiedsrichter: Horáček/Novotný |

| 14. Januar 2019 15:30 Uhr | Island                    | 36:18          | Bahrain              | Olympiahalle, München Zuschauer: 6.000 Schiedsrichter: Brunner/Salah |
| 14. Januar 2019 15:30 Uhr | meiste Tore: Gunnarsson 8 | (16:10)        | meiste Tore: Merza 5 | Olympiahalle, München Zuschauer: 6.000 Schiedsrichter: Brunner/Salah |
| 14. Januar 2019 15:30 Uhr | Strafen: 2× 4×            | Spielstatistik | Strafen: 2× 5× 2×    | Olympiahalle, München Zuschauer: 6.000 Schiedsrichter: Brunner/Salah |

| 14. Januar 2019 18:00 Uhr | Kroatien               | 31:22          | Mazedonien              | Olympiahalle, München Zuschauer: 9.800 Schiedsrichter: Horáček/Novotný |
| 14. Januar 2019 18:00 Uhr | meiste Tore: Duvnjak 6 | (16:11)        | meiste Tore: Manaskov 6 | Olympiahalle, München Zuschauer: 9.800 Schiedsrichter: Horáček/Novotný |
| 14. Januar 2019 18:00 Uhr | Strafen: 2× 3×         | Spielstatistik | Strafen: 1× 3×          | Olympiahalle, München Zuschauer: 9.800 Schiedsrichter: Horáček/Novotný |

| 14. Januar 2019 20:30 Uhr | Spanien             | 26:22          | Japan                 | Olympiahalle, München Zuschauer: 7.300 Schiedsrichter: Grillo/Lenci |
| 14. Januar 2019 20:30 Uhr | meiste Tore: Solé 8 | (10:11)        | meiste Tore: Tokuda 7 | Olympiahalle, München Zuschauer: 7.300 Schiedsrichter: Grillo/Lenci |
| 14. Januar 2019 20:30 Uhr | Strafen: 3×         | Spielstatistik | Strafen: 2× 3×        | Olympiahalle, München Zuschauer: 7.300 Schiedsrichter: Grillo/Lenci |

| 16. Januar 2019 15:30 Uhr | Japan                 | 21:25          | Island                                      | Olympiahalle, München Zuschauer: 6.000 Schiedsrichter: Boualloucha/Khenissi |
| 16. Januar 2019 15:30 Uhr | meiste Tore: Agarie 4 | (12:13)        | meiste Tore: Sigurmannsson, Gunnarsson je 5 | Olympiahalle, München Zuschauer: 6.000 Schiedsrichter: Boualloucha/Khenissi |
| 16. Januar 2019 15:30 Uhr | Strafen: 1×           | Spielstatistik | Strafen: 2×                                 | Olympiahalle, München Zuschauer: 6.000 Schiedsrichter: Boualloucha/Khenissi |

| 16. Januar 2019 18:00 Uhr | Kroatien               | 32:20          | Bahrain              | Olympiahalle, München Zuschauer: 8.600 Schiedsrichter: Grillo/Lenci |
| 16. Januar 2019 18:00 Uhr | meiste Tore: Štrlek 11 | (19:9)         | meiste Tore: Jalal 5 | Olympiahalle, München Zuschauer: 8.600 Schiedsrichter: Grillo/Lenci |
| 16. Januar 2019 18:00 Uhr | Strafen: 3× 7×         | Spielstatistik | Strafen: 1× 5×       | Olympiahalle, München Zuschauer: 8.600 Schiedsrichter: Grillo/Lenci |

| 16. Januar 2019 20:30 Uhr | Mazedonien              | 21:32          | Spanien              | Olympiahalle, München Zuschauer: 9.600 Schiedsrichter: Brunner/Salah |
| 16. Januar 2019 20:30 Uhr | meiste Tore: Peševski 6 | (12:13)        | meiste Tore: Gómez 6 | Olympiahalle, München Zuschauer: 9.600 Schiedsrichter: Brunner/Salah |
| 16. Januar 2019 20:30 Uhr | Strafen: 1× 4×          | Spielstatistik | Strafen: 1× 2×       | Olympiahalle, München Zuschauer: 9.600 Schiedsrichter: Brunner/Salah |

| 17. Januar 2019 15:30 Uhr | Bahrain               | 23:22          | Japan                 | Olympiahalle, München Zuschauer: 5.200 Schiedsrichter: Brunner/Salah |
| 17. Januar 2019 15:30 Uhr | meiste Tore: Basham 6 | (10:9)         | meiste Tore: Motoki 9 | Olympiahalle, München Zuschauer: 5.200 Schiedsrichter: Brunner/Salah |
| 17. Januar 2019 15:30 Uhr | Strafen: 4×           | Spielstatistik | Strafen: 2× 4×        | Olympiahalle, München Zuschauer: 5.200 Schiedsrichter: Brunner/Salah |

| 17. Januar 2019 18:00 Uhr | Mazedonien                          | 22:24          | Island                     | Olympiahalle, München Zuschauer: 10.100 Schiedsrichter: Kurtagic/Wetterwik |
| 17. Januar 2019 18:00 Uhr | meiste Tore: Manaskov, Lazarov je 5 | (13:11)        | meiste Tore: Gunnarsson 10 | Olympiahalle, München Zuschauer: 10.100 Schiedsrichter: Kurtagic/Wetterwik |
| 17. Januar 2019 18:00 Uhr | Strafen: 3×                         | Spielstatistik | Strafen: 2× 4×             | Olympiahalle, München Zuschauer: 10.100 Schiedsrichter: Kurtagic/Wetterwik |

| 17. Januar 2019 20:30 Uhr | Spanien             | 19:23          | Kroatien              | Olympiahalle, München Zuschauer: 12.000 Schiedsrichter: Gjeding/Hansen |
| 17. Januar 2019 20:30 Uhr | meiste Tore: Solé 5 | (10:13)        | meiste Tore: Horvat 8 | Olympiahalle, München Zuschauer: 12.000 Schiedsrichter: Gjeding/Hansen |
| 17. Januar 2019 20:30 Uhr | Strafen: 1×         | Spielstatistik | Strafen: 3× 2×        | Olympiahalle, München Zuschauer: 12.000 Schiedsrichter: Gjeding/Hansen |

### Gruppe C
| Pl. | Land          | Sp. | S | U | N | Tore      | Diff. | Punkte |
| --- | ------------- | --- | - | - | - | --------- | ----- | ------ |
| 1.  | Dänemark      | 5   | 5 | 0 | 0 | 0167:1030 | +64   | 10     |
| 2.  | Norwegen      | 5   | 4 | 0 | 1 | 0175:1190 | +56   | 8      |
| 3.  | Tunesien      | 5   | 3 | 0 | 2 | 0138:1470 | −9    | 6      |
| 4.  | Chile         | 5   | 2 | 0 | 3 | 0130:1670 | −37   | 4      |
| 5.  | Österreich    | 5   | 1 | 0 | 4 | 0121:1480 | −27   | 2      |
| 6.  | Saudi-Arabien | 5   | 0 | 0 | 5 | 0112:1590 | −47   | 0      |

| 10. Januar 2019 20:15 Uhr | Chile                  | 16:39          | Dänemark                 | Royal Arena, Kopenhagen Zuschauer: 12.500 Schiedsrichter: Fonseca/Santos |
| 10. Januar 2019 20:15 Uhr | meiste Tore: Salinas 4 | (4:22)         | meiste Tore: Mortensen 8 | Royal Arena, Kopenhagen Zuschauer: 12.500 Schiedsrichter: Fonseca/Santos |
| 10. Januar 2019 20:15 Uhr | Strafen: 5×            | Spielstatistik | Strafen: 2× 5×           | Royal Arena, Kopenhagen Zuschauer: 12.500 Schiedsrichter: Fonseca/Santos |

| 11. Januar 2019 18:00 Uhr | Saudi-Arabien               | 22:29          | Österreich           | Jyske Bank Boxen, Herning Zuschauer: 6.500 Schiedsrichter: Schulze/Tönnies |
| 11. Januar 2019 18:00 Uhr | meiste Tore: Ma. al-Salem 7 | (9:15)         | meiste Tore: Bilyk 7 | Jyske Bank Boxen, Herning Zuschauer: 6.500 Schiedsrichter: Schulze/Tönnies |
| 11. Januar 2019 18:00 Uhr | Strafen: 2× 6× 1×           | Spielstatistik | Strafen: 2× 5×       | Jyske Bank Boxen, Herning Zuschauer: 6.500 Schiedsrichter: Schulze/Tönnies |

| 11. Januar 2019 20:30 Uhr | Tunesien                | 24:34          | Norwegen              | Jyske Bank Boxen, Herning Zuschauer: 6.500 Schiedsrichter: Gubica/Milošević |
| 11. Januar 2019 20:30 Uhr | meiste Tore: Jaballah 5 | (13:18)        | meiste Tore: Jøndal 9 | Jyske Bank Boxen, Herning Zuschauer: 6.500 Schiedsrichter: Gubica/Milošević |
| 11. Januar 2019 20:30 Uhr | Strafen: 2× 5×          | Spielstatistik | Strafen: 1× 5×        | Jyske Bank Boxen, Herning Zuschauer: 6.500 Schiedsrichter: Gubica/Milošević |

| 12. Januar 2019 15:00 Uhr | Österreich           | 24:32          | Chile                         | Jyske Bank Boxen, Herning Zuschauer: 5.900 Schiedsrichter: Gasmi/Gasmi |
| 12. Januar 2019 15:00 Uhr | meiste Tore: Weber 6 | (15:14)        | meiste Tore: Er. Feuchtmann 9 | Jyske Bank Boxen, Herning Zuschauer: 5.900 Schiedsrichter: Gasmi/Gasmi |
| 12. Januar 2019 15:00 Uhr | Strafen: 2× 6×       | Spielstatistik | Strafen: 1× 5×                | Jyske Bank Boxen, Herning Zuschauer: 5.900 Schiedsrichter: Gasmi/Gasmi |

| 12. Januar 2019 17:30 Uhr | Norwegen           | 40:21          | Saudi-Arabien               | Jyske Bank Boxen, Herning Zuschauer: 12.002 Schiedsrichter: Schulze/Tönnies |
| 12. Januar 2019 17:30 Uhr | meiste Tore: Rød 9 | (20:10)        | meiste Tore: Ma. al-Salem 7 | Jyske Bank Boxen, Herning Zuschauer: 12.002 Schiedsrichter: Schulze/Tönnies |
| 12. Januar 2019 17:30 Uhr | Strafen: 3×        | Spielstatistik | Strafen: 1× 2×              | Jyske Bank Boxen, Herning Zuschauer: 12.002 Schiedsrichter: Schulze/Tönnies |

| 12. Januar 2019 20:15 Uhr | Dänemark                 | 36:22          | Tunesien                | Jyske Bank Boxen, Herning Zuschauer: 15.000 Schiedsrichter: Lah/Sok |
| 12. Januar 2019 20:15 Uhr | meiste Tore: M. Hansen 7 | (19:10)        | meiste Tore: Chouiref 5 | Jyske Bank Boxen, Herning Zuschauer: 15.000 Schiedsrichter: Lah/Sok |
| 12. Januar 2019 20:15 Uhr | Strafen: 3× 7×           | Spielstatistik | Strafen: 2×             | Jyske Bank Boxen, Herning Zuschauer: 15.000 Schiedsrichter: Lah/Sok |

| 14. Januar 2019 15:00 Uhr | Tunesien                           | 36:30          | Chile                                     | Jyske Bank Boxen, Herning Zuschauer: 3.247 Schiedsrichter: Gubica/Milošević |
| 14. Januar 2019 15:00 Uhr | meiste Tore: Soussi, Chouiref je 7 | (18:15)        | meiste Tore: Er. Feuchtmann, Salinas je 8 | Jyske Bank Boxen, Herning Zuschauer: 3.247 Schiedsrichter: Gubica/Milošević |
| 14. Januar 2019 15:00 Uhr | Strafen: 2× 4×                     | Spielstatistik | Strafen: 2× 5×                            | Jyske Bank Boxen, Herning Zuschauer: 3.247 Schiedsrichter: Gubica/Milošević |

| 14. Januar 2019 17:30 Uhr | Norwegen               | 34:24          | Österreich             | Jyske Bank Boxen, Herning Zuschauer: 8.716 Schiedsrichter: Lah/Sok |
| 14. Januar 2019 17:30 Uhr | meiste Tore: Sagosen 8 | (16:13)        | meiste Tore: Božović 7 | Jyske Bank Boxen, Herning Zuschauer: 8.716 Schiedsrichter: Lah/Sok |
| 14. Januar 2019 17:30 Uhr | Strafen: 2× 1×         | Spielstatistik | Strafen: 2× 5×         | Jyske Bank Boxen, Herning Zuschauer: 8.716 Schiedsrichter: Lah/Sok |

| 14. Januar 2019 20:15 Uhr | Dänemark                 | 34:22          | Saudi-Arabien               | Jyske Bank Boxen, Herning Zuschauer: 12.157 Schiedsrichter: Gasmi/Gasmi |
| 14. Januar 2019 20:15 Uhr | meiste Tore: M. Landin 7 | (17:11)        | meiste Tore: Mo. al-Salem 4 | Jyske Bank Boxen, Herning Zuschauer: 12.157 Schiedsrichter: Gasmi/Gasmi |
| 14. Januar 2019 20:15 Uhr | Strafen: 1× 5×           | Spielstatistik | Strafen: 1× 7×              | Jyske Bank Boxen, Herning Zuschauer: 12.157 Schiedsrichter: Gasmi/Gasmi |

| 15. Januar 2019 16:15 Uhr | Saudi-Arabien              | 20:24          | Tunesien                           | Jyske Bank Boxen, Herning Zuschauer: 4.571 Schiedsrichter: Lah/Sok |
| 15. Januar 2019 16:15 Uhr | meiste Tore: al-Abdulali 5 | (8:12)         | meiste Tore: Sanaï, Boughanmi je 7 | Jyske Bank Boxen, Herning Zuschauer: 4.571 Schiedsrichter: Lah/Sok |
| 15. Januar 2019 16:15 Uhr | Strafen: 1× 4×             | Spielstatistik | Strafen: 1× 3× 1×                  | Jyske Bank Boxen, Herning Zuschauer: 4.571 Schiedsrichter: Lah/Sok |

| 15. Januar 2019 18:30 Uhr | Norwegen             | 41:20          | Chile                  | Jyske Bank Boxen, Herning Zuschauer: 11.247 Schiedsrichter: Gasmi/Gasmi |
| 15. Januar 2019 18:30 Uhr | meiste Tore: Blonz 8 | (21:12)        | meiste Tore: Salinas 9 | Jyske Bank Boxen, Herning Zuschauer: 11.247 Schiedsrichter: Gasmi/Gasmi |
| 15. Januar 2019 18:30 Uhr | Strafen: 2× 1×       | Spielstatistik | Strafen: 1× 2×         | Jyske Bank Boxen, Herning Zuschauer: 11.247 Schiedsrichter: Gasmi/Gasmi |

| 15. Januar 2019 20:45 Uhr | Österreich                               | 17:28          | Dänemark                           | Jyske Bank Boxen, Herning Zuschauer: 14.607 Schiedsrichter: Schulze/Tönnies |
| 15. Januar 2019 20:45 Uhr | meiste Tore: Dicker, Weber, Božović je 3 | (8:11)         | meiste Tore: M. Landin, Lauge je 6 | Jyske Bank Boxen, Herning Zuschauer: 14.607 Schiedsrichter: Schulze/Tönnies |
| 15. Januar 2019 20:45 Uhr | Strafen: 1× 2×                           | Spielstatistik | Strafen: 2×                        | Jyske Bank Boxen, Herning Zuschauer: 14.607 Schiedsrichter: Schulze/Tönnies |

| 17. Januar 2019 15:00 Uhr | Chile                          | 32:27          | Saudi-Arabien               | Jyske Bank Boxen, Herning Zuschauer: 3.526 Schiedsrichter: Gubica/Milošević |
| 17. Januar 2019 15:00 Uhr | meiste Tore: Er. Feuchtmann 11 | (21:13)        | meiste Tore: Mo. al-Salem 8 | Jyske Bank Boxen, Herning Zuschauer: 3.526 Schiedsrichter: Gubica/Milošević |
| 17. Januar 2019 15:00 Uhr | Strafen: 1× 5×                 | Spielstatistik | Strafen: 1× 9×              | Jyske Bank Boxen, Herning Zuschauer: 3.526 Schiedsrichter: Gubica/Milošević |

| 17. Januar 2019 17:30 Uhr | Österreich           | 27:32          | Tunesien                 | Jyske Bank Boxen, Herning Zuschauer: 11.834 Schiedsrichter: Fonseca/Santos |
| 17. Januar 2019 17:30 Uhr | meiste Tore: Weber 9 | (14:18)        | meiste Tore: Boughanmi 9 | Jyske Bank Boxen, Herning Zuschauer: 11.834 Schiedsrichter: Fonseca/Santos |
| 17. Januar 2019 17:30 Uhr | Strafen: 2× 6×       | Spielstatistik | Strafen: 2× 5×           | Jyske Bank Boxen, Herning Zuschauer: 11.834 Schiedsrichter: Fonseca/Santos |

| 17. Januar 2019 20:15 Uhr | Dänemark               | 30:26          | Norwegen                   | Jyske Bank Boxen, Herning Zuschauer: 15.001 Schiedsrichter: Načevski/Nikolov |
| 17. Januar 2019 20:15 Uhr | meiste Tore: Hansen 14 | (17:14)        | meiste Tore: Johannessen 5 | Jyske Bank Boxen, Herning Zuschauer: 15.001 Schiedsrichter: Načevski/Nikolov |
| 17. Januar 2019 20:15 Uhr | Strafen: 2× 4×         | Spielstatistik | Strafen: 3× 4×             | Jyske Bank Boxen, Herning Zuschauer: 15.001 Schiedsrichter: Načevski/Nikolov |

### Gruppe D
| Pl. | Land        | Sp. | S | U | N | Tore      | Diff. | Punkte |
| --- | ----------- | --- | - | - | - | --------- | ----- | ------ |
| 1.  | Schweden    | 5   | 5 | 0 | 0 | 0151:1110 | +40   | 10     |
| 2.  | Ungarn      | 5   | 2 | 2 | 1 | 0151:1380 | +13   | 6      |
| 3.  | Ägypten     | 5   | 2 | 1 | 2 | 0132:1330 | −1    | 5      |
| 4.  | Katar       | 5   | 2 | 0 | 3 | 0125:1270 | −2    | 4      |
| 5.  | Argentinien | 5   | 1 | 1 | 3 | 0119:1300 | −11   | 3      |
| 6.  | Angola      | 5   | 1 | 0 | 4 | 0121:1600 | −39   | 2      |

| 11. Januar 2019 15:30 Uhr | Angola              | 24:23          | Katar                    | Royal Arena, Kopenhagen Zuschauer: 1.870 Schiedsrichter: Fonseca/Santos |
| 11. Januar 2019 15:30 Uhr | meiste Tore: Hebo 7 | (12:8)         | meiste Tore: Berrached 6 | Royal Arena, Kopenhagen Zuschauer: 1.870 Schiedsrichter: Fonseca/Santos |
| 11. Januar 2019 15:30 Uhr | Strafen: 2× 6×      | Spielstatistik | Strafen: 2× 4×           | Royal Arena, Kopenhagen Zuschauer: 1.870 Schiedsrichter: Fonseca/Santos |

| 11. Januar 2019 18:00 Uhr | Argentinien            | 25:25          | Ungarn                 | Royal Arena, Kopenhagen Zuschauer: 4.272 Schiedsrichter: Raluy/Sabroso |
| 11. Januar 2019 18:00 Uhr | meiste Tore: Simonet 6 | (10:13)        | meiste Tore: Balogh 11 | Royal Arena, Kopenhagen Zuschauer: 4.272 Schiedsrichter: Raluy/Sabroso |
| 11. Januar 2019 18:00 Uhr | Strafen: 3× 4×         | Spielstatistik | Strafen: 2× 3×         | Royal Arena, Kopenhagen Zuschauer: 4.272 Schiedsrichter: Raluy/Sabroso |

| 11. Januar 2019 20:30 Uhr | Ägypten                 | 24:27          | Schweden                                   | Royal Arena, Kopenhagen Zuschauer: 6.448 Schiedsrichter: Načevski/Nikolov |
| 11. Januar 2019 20:30 Uhr | meiste Tore: El-Ahmar 5 | (11:13)        | meiste Tore: L. Nilsson, Gottfridsson je 5 | Royal Arena, Kopenhagen Zuschauer: 6.448 Schiedsrichter: Načevski/Nikolov |
| 11. Januar 2019 20:30 Uhr | Strafen: 3× 1×          | Spielstatistik | Strafen: 2× 4×                             | Royal Arena, Kopenhagen Zuschauer: 6.448 Schiedsrichter: Načevski/Nikolov |

| 13. Januar 2019 15:30 Uhr | Katar                 | 28:23          | Ägypten                 | Royal Arena, Kopenhagen Zuschauer: 3.077 Schiedsrichter: Raluy/Sabroso |
| 13. Januar 2019 15:30 Uhr | meiste Tore: Benali 9 | (15:12)        | meiste Tore: El-Ahmar 6 | Royal Arena, Kopenhagen Zuschauer: 3.077 Schiedsrichter: Raluy/Sabroso |
| 13. Januar 2019 15:30 Uhr | Strafen: 3× 6×        | Spielstatistik | Strafen: 2× 3×          | Royal Arena, Kopenhagen Zuschauer: 3.077 Schiedsrichter: Raluy/Sabroso |

| 13. Januar 2019 18:00 Uhr | Ungarn              | 34:24          | Angola                  | Royal Arena, Kopenhagen Zuschauer: 4.891 Schiedsrichter: Kolahdouzan/Mousavian |
| 13. Januar 2019 18:00 Uhr | meiste Tore: Bóka 5 | (18:8)         | meiste Tore: Ferreira 5 | Royal Arena, Kopenhagen Zuschauer: 4.891 Schiedsrichter: Kolahdouzan/Mousavian |
| 13. Januar 2019 18:00 Uhr | Strafen: 2× 3× 1×   | Spielstatistik | Strafen: 3×             | Royal Arena, Kopenhagen Zuschauer: 4.891 Schiedsrichter: Kolahdouzan/Mousavian |

| 13. Januar 2019 20:30 Uhr | Schweden                  | 31:16          | Argentinien              | Royal Arena, Kopenhagen Zuschauer: 6.492 Schiedsrichter: Fonseca/Santos |
| 13. Januar 2019 20:30 Uhr | meiste Tore: Zachrisson 6 | (15:10)        | meiste Tore: Fernández 6 | Royal Arena, Kopenhagen Zuschauer: 6.492 Schiedsrichter: Fonseca/Santos |
| 13. Januar 2019 20:30 Uhr | Strafen: 1× 8×            | Spielstatistik | Strafen: 2× 6×           | Royal Arena, Kopenhagen Zuschauer: 6.492 Schiedsrichter: Fonseca/Santos |

| 14. Januar 2019 15:30 Uhr | Ungarn               | 32:26          | Katar                          | Royal Arena, Kopenhagen Zuschauer: 1.694 Schiedsrichter: Načevski/Nikolov |
| 14. Januar 2019 15:30 Uhr | meiste Tore: Lékai 5 | (16:11)        | meiste Tore: Marzo, Sinen je 5 | Royal Arena, Kopenhagen Zuschauer: 1.694 Schiedsrichter: Načevski/Nikolov |
| 14. Januar 2019 15:30 Uhr | Strafen: 2× 8×       | Spielstatistik | Strafen: 1× 5× 1×              | Royal Arena, Kopenhagen Zuschauer: 1.694 Schiedsrichter: Načevski/Nikolov |

| 14. Januar 2019 18:00 Uhr | Argentinien              | 20:22          | Ägypten              | Royal Arena, Kopenhagen Zuschauer: 2.607 Schiedsrichter: Kolahdouzan/Mousavian |
| 14. Januar 2019 18:00 Uhr | meiste Tore: Fernández 5 | (9:8)          | meiste Tore: Sanad 7 | Royal Arena, Kopenhagen Zuschauer: 2.607 Schiedsrichter: Kolahdouzan/Mousavian |
| 14. Januar 2019 18:00 Uhr | Strafen: 4× 7× 1×        | Spielstatistik | Strafen: 2× 5× 1×    | Royal Arena, Kopenhagen Zuschauer: 2.607 Schiedsrichter: Kolahdouzan/Mousavian |

| 14. Januar 2019 20:30 Uhr | Schweden                             | 37:19          | Angola              | Royal Arena, Kopenhagen Zuschauer: 3.731 Schiedsrichter: Raluy/Sabroso |
| 14. Januar 2019 20:30 Uhr | meiste Tore: Ekberg, Zachrisson je 5 | (19:14)        | meiste Tore: Hebo 5 | Royal Arena, Kopenhagen Zuschauer: 3.731 Schiedsrichter: Raluy/Sabroso |
| 14. Januar 2019 20:30 Uhr | Strafen: 1× 2×                       | Spielstatistik | Strafen: 2× 4× 1×   | Royal Arena, Kopenhagen Zuschauer: 3.731 Schiedsrichter: Raluy/Sabroso |

| 16. Januar 2019 15:30 Uhr | Angola                  | 26:33          | Argentinien            | Royal Arena, Kopenhagen Zuschauer: 1.709 Schiedsrichter: Načevski/Nikolov |
| 16. Januar 2019 15:30 Uhr | meiste Tore: Ferreira 7 | (12:17)        | meiste Tore: Simonet 7 | Royal Arena, Kopenhagen Zuschauer: 1.709 Schiedsrichter: Načevski/Nikolov |
| 16. Januar 2019 15:30 Uhr | Strafen: 3× 5×          | Spielstatistik | Strafen: 2× 1×         | Royal Arena, Kopenhagen Zuschauer: 1.709 Schiedsrichter: Načevski/Nikolov |

| 16. Januar 2019 18:00 Uhr | Ungarn               | 30:30          | Ägypten             | Royal Arena, Kopenhagen Zuschauer: 3.929 Schiedsrichter: Fonseca/Santos |
| 16. Januar 2019 18:00 Uhr | meiste Tore: Lékai 6 | (14:14)        | meiste Tore: Zein 7 | Royal Arena, Kopenhagen Zuschauer: 3.929 Schiedsrichter: Fonseca/Santos |
| 16. Januar 2019 18:00 Uhr | Strafen: 4×          | Spielstatistik | Strafen: 5×         | Royal Arena, Kopenhagen Zuschauer: 3.929 Schiedsrichter: Fonseca/Santos |

| 16. Januar 2019 20:30 Uhr | Katar              | 22:23          | Schweden                                 | Royal Arena, Kopenhagen Zuschauer: 6.079 Schiedsrichter: Schulze/Tönnies |
| 16. Januar 2019 20:30 Uhr | meiste Tore: Ali 8 | (11:10)        | meiste Tore: Zachrisson, L. Nilsson je 7 | Royal Arena, Kopenhagen Zuschauer: 6.079 Schiedsrichter: Schulze/Tönnies |
| 16. Januar 2019 20:30 Uhr | Strafen: 3× 4×     | Spielstatistik | Strafen: 2× 3× 1×                        | Royal Arena, Kopenhagen Zuschauer: 6.079 Schiedsrichter: Schulze/Tönnies |

| 17. Januar 2019 15:30 Uhr | Ägypten                 | 33:28          | Angola              | Royal Arena, Kopenhagen Zuschauer: 2.247 Schiedsrichter: Kolahdouzan/Mousavian |
| 17. Januar 2019 15:30 Uhr | meiste Tore: El-Deraa 8 | (19:12)        | meiste Tore: Sibo 7 | Royal Arena, Kopenhagen Zuschauer: 2.247 Schiedsrichter: Kolahdouzan/Mousavian |
| 17. Januar 2019 15:30 Uhr | Strafen: 2× 3×          | Spielstatistik | Strafen: 1× 4× 1×   | Royal Arena, Kopenhagen Zuschauer: 2.247 Schiedsrichter: Kolahdouzan/Mousavian |

| 17. Januar 2019 18:00 Uhr | Katar                | 26:25          | Argentinien                          | Royal Arena, Kopenhagen Zuschauer: 4.448 Schiedsrichter: Lah/Sok |
| 17. Januar 2019 18:00 Uhr | meiste Tore: Marzo 8 | (16:13)        | meiste Tore: Simonet, Baronetto je 4 | Royal Arena, Kopenhagen Zuschauer: 4.448 Schiedsrichter: Lah/Sok |
| 17. Januar 2019 18:00 Uhr | Strafen: 1× 3×       | Spielstatistik | Strafen: 1× 4×                       | Royal Arena, Kopenhagen Zuschauer: 4.448 Schiedsrichter: Lah/Sok |

| 17. Januar 2019 20:30 Uhr | Schweden                  | 33:30          | Ungarn               | Royal Arena, Kopenhagen Zuschauer: 7.803 Schiedsrichter: Raluy/Sabroso |
| 17. Januar 2019 20:30 Uhr | meiste Tore: L. Nilsson 7 | (16:15)        | meiste Tore: Lékai 8 | Royal Arena, Kopenhagen Zuschauer: 7.803 Schiedsrichter: Raluy/Sabroso |
| 17. Januar 2019 20:30 Uhr | Strafen: 3× 2×            | Spielstatistik | Strafen: 2× 5×       | Royal Arena, Kopenhagen Zuschauer: 7.803 Schiedsrichter: Raluy/Sabroso |

## Hauptrunde
Die Hauptrunde ersetzte das Achtelfinale und das Viertelfinale, welche in den letzten Weltmeisterschaften zur Anwendung kamen. Es wurden 2 Gruppen à 6 Mannschaften gebildet. Die Ergebnisse der Mannschaften gegen die Mannschaften, die aus der eigenen Vorrunden-Gruppe mit in die Hauptrunde einzogen, wurden mitgenommen. Die Spiele fanden vom 19. bis zum 23. Januar statt. Dabei hatten die Platzierungen von Deutschland und Dänemark eine besondere Bedeutung, denn abhängig von der Platzierung wurden die Spiele unterschiedlich angesetzt. In Kopenhagen wurden im President’s Cup die weiteren Platzierungen ermittelt.

### Wertungskriterien
Bei den Hauptrundenspielen handelte es sich um Punktspiele. Dabei bekam die Mannschaft pro Sieg 2 Punkte und bei einem Unentschieden 1 Punkt. Keine Punkte gab es bei einer Niederlage.
Bei Punktgleichheit von zwei oder mehr Mannschaften entschieden nach Abschluss der Hauptrunde folgende Kriterien über die Platzierung:
1. höhere Anzahl Punkte in den Direktbegegnungen der punktgleichen Teams;
2. bessere Tordifferenz in den Direktbegegnungen der punktgleichen Teams;
3. höhere Anzahl Tore in den Direktbegegnungen der punktgleichen Teams;
4. bessere Tordifferenz von sämtlichen Spielen;
5. höhere Plustoranzahl sämtlicher Spiele;
6. das Los.

| Farbe | Bedeutung                                              |
| ----- | ------------------------------------------------------ |
|       | Mannschaft qualifizierte sich für das Halbfinale       |
|       | Mannschaft qualifizierte sich für das Spiel um Platz 5 |
|       | Mannschaft qualifizierte sich für das Spiel um Platz 7 |

### Gruppe I
| Pl. | Land        | Sp. | S | U | N | Tore      | Diff. | Punkte |
| --- | ----------- | --- | - | - | - | --------- | ----- | ------ |
| 1.  | Deutschland | 5   | 4 | 1 | 0 | 0136:1160 | +20   | 9      |
| 2.  | Frankreich  | 5   | 3 | 1 | 1 | 0133:1220 | +11   | 7      |
| 3.  | Kroatien    | 5   | 3 | 0 | 2 | 0124:1170 | +7    | 6      |
| 4.  | Spanien     | 5   | 2 | 0 | 3 | 0147:1360 | +11   | 4      |
| 5.  | Brasilien   | 5   | 2 | 0 | 3 | 0128:1490 | −21   | 4      |
| 6.  | Island      | 5   | 0 | 0 | 5 | 0122:1500 | −28   | 0      |

| 19. Januar 2019 18:00 Uhr | Frankreich                      | 33:30          | Spanien              | Lanxess Arena, Köln Zuschauer: 18.121 Schiedsrichter: Jørum/Kleven |
| 19. Januar 2019 18:00 Uhr | meiste Tore: Mem, Fabregas je 6 | (17:15)        | meiste Tore: Solé 11 | Lanxess Arena, Köln Zuschauer: 18.121 Schiedsrichter: Jørum/Kleven |
| 19. Januar 2019 18:00 Uhr | Strafen: 1× 4×                  | Spielstatistik | Strafen: 3× 4×       | Lanxess Arena, Köln Zuschauer: 18.121 Schiedsrichter: Jørum/Kleven |

| 19. Januar 2019 20:30 Uhr | Deutschland         | 24:19          | Island                    | Lanxess Arena, Köln Zuschauer: 19.250 Schiedsrichter: Horáček/Novotný |
| 19. Januar 2019 20:30 Uhr | meiste Tore: Fäth 6 | (14:10)        | meiste Tore: Gunnarsson 6 | Lanxess Arena, Köln Zuschauer: 19.250 Schiedsrichter: Horáček/Novotný |
| 19. Januar 2019 20:30 Uhr | Strafen: 1× 3×      | Spielstatistik | Strafen: 1× 6×            | Lanxess Arena, Köln Zuschauer: 19.250 Schiedsrichter: Horáček/Novotný |

| 20. Januar 2019 18:00 Uhr | Brasilien              | 29:26          | Kroatien               | Lanxess Arena, Köln Zuschauer: 15.227 Schiedsrichter: Jørum/Kleven |
| 20. Januar 2019 18:00 Uhr | meiste Tore: Langaro 9 | (17:13)        | meiste Tore: Duvnjak 6 | Lanxess Arena, Köln Zuschauer: 15.227 Schiedsrichter: Jørum/Kleven |
| 20. Januar 2019 18:00 Uhr | Strafen: 2× 4×         | Spielstatistik | Strafen: 1× 2×         | Lanxess Arena, Köln Zuschauer: 15.227 Schiedsrichter: Jørum/Kleven |

| 20. Januar 2019 20:30 Uhr | Island                 | 22:31          | Frankreich                          | Lanxess Arena, Köln Zuschauer: 18.587 Schiedsrichter: Kurtagic/Wetterwik |
| 20. Januar 2019 20:30 Uhr | meiste Tore: Jónsson 5 | (11:15)        | meiste Tore: Richardson, Porte je 5 | Lanxess Arena, Köln Zuschauer: 18.587 Schiedsrichter: Kurtagic/Wetterwik |
| 20. Januar 2019 20:30 Uhr | Strafen: 1× 2×         | Spielstatistik | Strafen: 1× 5×                      | Lanxess Arena, Köln Zuschauer: 18.587 Schiedsrichter: Kurtagic/Wetterwik |

| 21. Januar 2019 18:00 Uhr | Spanien                       | 36:24          | Brasilien                         | Lanxess Arena, Köln Zuschauer: 17.209 Schiedsrichter: Pavićević/Ražnatović |
| 21. Januar 2019 18:00 Uhr | meiste Tore: Ariño, Solé je 6 | (19:13)        | meiste Tore: Nantes, Langaro je 4 | Lanxess Arena, Köln Zuschauer: 17.209 Schiedsrichter: Pavićević/Ražnatović |
| 21. Januar 2019 18:00 Uhr | Strafen: 1× 3×                | Spielstatistik | Strafen: 2×                       | Lanxess Arena, Köln Zuschauer: 17.209 Schiedsrichter: Pavićević/Ražnatović |

| 21. Januar 2019 20:30 Uhr | Kroatien                          | 21:22          | Deutschland          | Lanxess Arena, Köln Zuschauer: 19.250 Schiedsrichter: Gjeding/Hansen |
| 21. Januar 2019 20:30 Uhr | meiste Tore: Štrlek, Karačić je 4 | (11:11)        | meiste Tore: Wiede 6 | Lanxess Arena, Köln Zuschauer: 19.250 Schiedsrichter: Gjeding/Hansen |
| 21. Januar 2019 20:30 Uhr | Strafen: 2× 4×                    | Spielstatistik | Strafen: 2× 5×       | Lanxess Arena, Köln Zuschauer: 19.250 Schiedsrichter: Gjeding/Hansen |

| 23. Januar 2019 15:30 Uhr | Brasilien              | 32:29          | Island                 | Lanxess Arena, Köln Zuschauer: 11.027 Schiedsrichter: Jørum/Kleven |
| 23. Januar 2019 15:30 Uhr | meiste Tore: Langaro 9 | (15:15)        | meiste Tore: Jónsson 7 | Lanxess Arena, Köln Zuschauer: 11.027 Schiedsrichter: Jørum/Kleven |
| 23. Januar 2019 15:30 Uhr | Strafen: 1× 3×         | Spielstatistik | Strafen: 1× 2×         | Lanxess Arena, Köln Zuschauer: 11.027 Schiedsrichter: Jørum/Kleven |

| 23. Januar 2019 18:00 Uhr | Frankreich                | 20:23          | Kroatien              | Lanxess Arena, Köln Zuschauer: 17.191 Schiedsrichter: Horáček/Novotný |
| 23. Januar 2019 18:00 Uhr | meiste Tore: Richardson 5 | (11:11)        | meiste Tore: Horvat 7 | Lanxess Arena, Köln Zuschauer: 17.191 Schiedsrichter: Horáček/Novotný |
| 23. Januar 2019 18:00 Uhr | Strafen: 1×               | Spielstatistik | Strafen: 1× 2×        | Lanxess Arena, Köln Zuschauer: 17.191 Schiedsrichter: Horáček/Novotný |

| 23. Januar 2019 20:30 Uhr | Deutschland         | 31:30          | Spanien             | Lanxess Arena, Köln Zuschauer: 19.250 Schiedsrichter: Kurtagic/Wetterwik |
| 23. Januar 2019 20:30 Uhr | meiste Tore: Böhm 5 | (17:16)        | meiste Tore: Solé 8 | Lanxess Arena, Köln Zuschauer: 19.250 Schiedsrichter: Kurtagic/Wetterwik |
| 23. Januar 2019 20:30 Uhr | Strafen: 2× 3×      | Spielstatistik | Strafen: 1× 3×      | Lanxess Arena, Köln Zuschauer: 19.250 Schiedsrichter: Kurtagic/Wetterwik |

### Gruppe II
| Pl. | Land     | Sp. | S | U | N | Tore      | Diff. | Punkte |
| --- | -------- | --- | - | - | - | --------- | ----- | ------ |
| 1.  | Dänemark | 5   | 5 | 0 | 0 | 0147:1160 | +31   | 10     |
| 2.  | Norwegen | 5   | 4 | 0 | 1 | 0157:1350 | +22   | 8      |
| 3.  | Schweden | 5   | 3 | 0 | 2 | 0148:1370 | +11   | 6      |
| 4.  | Ägypten  | 5   | 1 | 1 | 3 | 0132:1380 | −6    | 3      |
| 5.  | Ungarn   | 5   | 1 | 1 | 3 | 0134:1440 | −10   | 3      |
| 6.  | Tunesien | 5   | 0 | 0 | 5 | 0113:1610 | −48   | 0      |

| 19. Januar 2019 18:00 Uhr | Tunesien             | 23:35          | Schweden                             | Jyske Bank Boxen, Herning Zuschauer: 14.153 Schiedsrichter: Načevski/Nikolov |
| 19. Januar 2019 18:00 Uhr | meiste Tore: Sanai 6 | (14:19)        | meiste Tore: Ekberg, A. Nilsson je 7 | Jyske Bank Boxen, Herning Zuschauer: 14.153 Schiedsrichter: Načevski/Nikolov |
| 19. Januar 2019 18:00 Uhr | Strafen: 2×          | Spielstatistik | Strafen: 1× 3×                       | Jyske Bank Boxen, Herning Zuschauer: 14.153 Schiedsrichter: Načevski/Nikolov |

| 19. Januar 2019 20:30 Uhr | Dänemark                 | 25:22          | Ungarn               | Jyske Bank Boxen, Herning Zuschauer: 15.001 Schiedsrichter: Schulze/Tönnies |
| 19. Januar 2019 20:30 Uhr | meiste Tore: M. Hansen 7 | (15:10)        | meiste Tore: Szita 5 | Jyske Bank Boxen, Herning Zuschauer: 15.001 Schiedsrichter: Schulze/Tönnies |
| 19. Januar 2019 20:30 Uhr | Strafen: 1× 6×           | Spielstatistik | Strafen: 2× 4×       | Jyske Bank Boxen, Herning Zuschauer: 15.001 Schiedsrichter: Schulze/Tönnies |

| 20. Januar 2019 18:00 Uhr | Ungarn                | 26:21          | Tunesien                           | Jyske Bank Boxen, Herning Zuschauer: 2.605 Schiedsrichter: Fonseca/Santos |
| 20. Januar 2019 18:00 Uhr | meiste Tore: Balogh 9 | (16:14)        | meiste Tore: Sanai, Boughanmi je 5 | Jyske Bank Boxen, Herning Zuschauer: 2.605 Schiedsrichter: Fonseca/Santos |
| 20. Januar 2019 18:00 Uhr | Strafen: 1× 6×        | Spielstatistik | Strafen: 3× 6×                     | Jyske Bank Boxen, Herning Zuschauer: 2.605 Schiedsrichter: Fonseca/Santos |

| 20. Januar 2019 20:30 Uhr | Norwegen                        | 32:28          | Ägypten                           | Jyske Bank Boxen, Herning Zuschauer: 3.643 Schiedsrichter: Raluy/Sabroso |
| 20. Januar 2019 20:30 Uhr | meiste Tore: Sagosen, Rød je 10 | (16:14)        | meiste Tore: El-Ahmar, Sanad je 4 | Jyske Bank Boxen, Herning Zuschauer: 3.643 Schiedsrichter: Raluy/Sabroso |
| 20. Januar 2019 20:30 Uhr | Strafen: 1× 4×                  | Spielstatistik | Strafen: 1× 5× 1×                 | Jyske Bank Boxen, Herning Zuschauer: 3.643 Schiedsrichter: Raluy/Sabroso |

| 21. Januar 2019 18:00 Uhr | Schweden                            | 27:30          | Norwegen               | Jyske Bank Boxen, Herning Zuschauer: 11.600 Schiedsrichter: Fonseca/Santos |
| 21. Januar 2019 18:00 Uhr | meiste Tore: Wanne, A. Nilsson je 5 | (14:17)        | meiste Tore: Jøndal 11 | Jyske Bank Boxen, Herning Zuschauer: 11.600 Schiedsrichter: Fonseca/Santos |
| 21. Januar 2019 18:00 Uhr | Strafen: 2× 5×                      | Spielstatistik | Strafen: 3× 6×         | Jyske Bank Boxen, Herning Zuschauer: 11.600 Schiedsrichter: Fonseca/Santos |

| 21. Januar 2019 20:30 Uhr | Ägypten             | 20:26          | Dänemark                                  | Jyske Bank Boxen, Herning Zuschauer: 13.237 Schiedsrichter: Gubica/Milošević |
| 21. Januar 2019 20:30 Uhr | meiste Tore: Zein 6 | (7:9)          | meiste Tore: Zachariassen, M. Hansen je 5 | Jyske Bank Boxen, Herning Zuschauer: 13.237 Schiedsrichter: Gubica/Milošević |
| 21. Januar 2019 20:30 Uhr | Strafen: 3× 4×      | Spielstatistik | Strafen: 2× 5×                            | Jyske Bank Boxen, Herning Zuschauer: 13.237 Schiedsrichter: Gubica/Milošević |

| 23. Januar 2019 15:30 Uhr | Tunesien                 | 23:30          | Ägypten             | Jyske Bank Boxen, Herning Zuschauer: 4.924 Schiedsrichter: Načevski/Nikolov |
| 23. Januar 2019 15:30 Uhr | meiste Tore: Boughanmi 6 | (10:15)        | meiste Tore: Omar 7 | Jyske Bank Boxen, Herning Zuschauer: 4.924 Schiedsrichter: Načevski/Nikolov |
| 23. Januar 2019 15:30 Uhr | Strafen: 3×              | Spielstatistik | Strafen: 1× 3×      | Jyske Bank Boxen, Herning Zuschauer: 4.924 Schiedsrichter: Načevski/Nikolov |

| 23. Januar 2019 18:00 Uhr | Norwegen              | 35:26          | Ungarn                 | Jyske Bank Boxen, Herning Zuschauer: 13.815 Schiedsrichter: Schulze/Tönnies |
| 23. Januar 2019 18:00 Uhr | meiste Tore: Jøndal 7 | (16:13)        | meiste Tore: Balogh 11 | Jyske Bank Boxen, Herning Zuschauer: 13.815 Schiedsrichter: Schulze/Tönnies |
| 23. Januar 2019 18:00 Uhr | Strafen: 1× 4×        | Spielstatistik | Strafen: 1× 4×         | Jyske Bank Boxen, Herning Zuschauer: 13.815 Schiedsrichter: Schulze/Tönnies |

| 23. Januar 2019 20:30 Uhr | Dänemark                 | 30:26          | Schweden                 | Jyske Bank Boxen, Herning Zuschauer: 15.002 Schiedsrichter: Raluy/Sabroso |
| 23. Januar 2019 20:30 Uhr | meiste Tore: M. Hansen 6 | (13:13)        | meiste Tore: Tollbring 8 | Jyske Bank Boxen, Herning Zuschauer: 15.002 Schiedsrichter: Raluy/Sabroso |
| 23. Januar 2019 20:30 Uhr | Strafen: 2× 4×           | Spielstatistik | Strafen: 1× 4×           | Jyske Bank Boxen, Herning Zuschauer: 15.002 Schiedsrichter: Raluy/Sabroso |

## President’s Cup
Die Teams, die sich nicht für die Hauptrunde qualifizierten, spielten am 19. und 20. Januar in Köln und Kopenhagen im President’s Cup um ihre Platzierung. Dabei wurden die Plätze 13 bis 24 ausgespielt. Die Gruppenvierten der Vorrunde spielten um die Plätze 13 bis 16, die Gruppenfünften um die Plätze 17 bis 20 und die Gruppensechsten um die Plätze 21 bis 24. Die Spiele wurden im K.-o.-System ausgetragen. Im Falle eines Unentschiedens nach regulärer Spielzeit wäre die Partie ohne Verlängerung direkt durch Siebenmeterwerfen entschieden worden.

### Übersicht
|  | Platzierungsrunde Platz 21–24 | Platzierungsrunde Platz 21–24 | Platzierungsrunde Platz 21–24 |    |       | Spiel um Platz 21 | Spiel um Platz 21 | Spiel um Platz 21 |
|  |                               |                               |                               |    |       |                   |                   |                   |
|  |                               |                               |                               |    |       |                   |                   |                   |
|  | A6                            | Korea                         | 27                            |    |       |                   |                   |                   |
|  | B6                            | Japan                         | 25                            |    |       |                   |                   |                   |
|  |                               |                               |                               | A6 | Korea | 26                |                   |                   |
|  |                               |                               |                               |    | C6    | Saudi-Arabien     | 27                |                   |
|  | C6                            | Saudi-Arabien                 | 34                            |    |       |                   |                   |                   |
|  | D6                            | Angola                        | 29                            |    |       | Spiel um Platz 23 | Spiel um Platz 23 | Spiel um Platz 23 |
|  |                               |                               |                               |    |       | B6                | Japan             | 29                |
|  | D6                            | Angola                        | 32                            |    |       |                   |                   |                   |
|  |                               |                               |                               |    |       |                   |                   |                   |

|  | Platzierungsrunde Platz 17–20 | Platzierungsrunde Platz 17–20 | Platzierungsrunde Platz 17–20 |    |         | Spiel um Platz 17 | Spiel um Platz 17 | Spiel um Platz 17 |
|  |                               |                               |                               |    |         |                   |                   |                   |
|  |                               |                               |                               |    |         |                   |                   |                   |
|  | A5                            | Serbien                       | 32                            |    |         |                   |                   |                   |
|  | B5                            | Bahrain                       | 27                            |    |         |                   |                   |                   |
|  |                               |                               |                               | A5 | Serbien | 28                |                   |                   |
|  |                               |                               |                               |    | D5      | Argentinien       | 30                |                   |
|  | C5                            | Österreich                    | 22                            |    |         |                   |                   |                   |
|  | D5                            | Argentinien                   | 24                            |    |         | Spiel um Platz 19 | Spiel um Platz 19 | Spiel um Platz 19 |
|  |                               |                               |                               |    |         | B5                | Bahrain           | 27                |
|  | C5                            | Österreich                    | 29                            |    |         |                   |                   |                   |
|  |                               |                               |                               |    |         |                   |                   |                   |

|  | Platzierungsrunde Platz 13–16 | Platzierungsrunde Platz 13–16 | Platzierungsrunde Platz 13–16 |    |          | Spiel um Platz 13 | Spiel um Platz 13 | Spiel um Platz 13 |
|  |                               |                               |                               |    |          |                   |                   |                   |
|  |                               |                               |                               |    |          |                   |                   |                   |
|  | A4                            | Russland                      | 30                            |    |          |                   |                   |                   |
|  | B4                            | Mazedonien                    | 28                            |    |          |                   |                   |                   |
|  |                               |                               |                               | A4 | Russland | 28                |                   |                   |
|  |                               |                               |                               |    | D4       | Katar             | 34                |                   |
|  | C4                            | Chile                         | 27                            |    |          |                   |                   |                   |
|  | D4                            | Katar                         | 37                            |    |          | Spiel um Platz 15 | Spiel um Platz 15 | Spiel um Platz 15 |
|  |                               |                               |                               |    |          | B4                | Mazedonien        | 32                |
|  | C4                            | Chile                         | 30                            |    |          |                   |                   |                   |
|  |                               |                               |                               |    |          |                   |                   |                   |

### Platzierungsspiele
| 19. Januar 2019 13:00 Uhr | Russland                  | 30:28          | Mazedonien             | Lanxess Arena, Köln Zuschauer: 10.949 Schiedsrichter: Gjeding/Hansen |
| 19. Januar 2019 13:00 Uhr | meiste Tore: Schitnikow 8 | (17:14)        | meiste Tore: Lazarov 9 | Lanxess Arena, Köln Zuschauer: 10.949 Schiedsrichter: Gjeding/Hansen |
| 19. Januar 2019 13:00 Uhr | Strafen: 2×               | Spielstatistik |                        | Lanxess Arena, Köln Zuschauer: 10.949 Schiedsrichter: Gjeding/Hansen |

| 19. Januar 2019 13:00 Uhr | Korea               | 27:25          | Japan               | Royal Arena, Kopenhagen Zuschauer: 4.446 Schiedsrichter: Gubica/Milošević |
| 19. Januar 2019 13:00 Uhr | meiste Tore: Kang 7 | (12:14)        | meiste Tore: Doi 10 | Royal Arena, Kopenhagen Zuschauer: 4.446 Schiedsrichter: Gubica/Milošević |
| 19. Januar 2019 13:00 Uhr | Strafen: 1×         | Spielstatistik | Strafen: 2× 7×      | Royal Arena, Kopenhagen Zuschauer: 4.446 Schiedsrichter: Gubica/Milošević |

| 19. Januar 2019 15:30 Uhr | Chile                         | 27:37          | Katar              | Lanxess Arena, Köln Zuschauer: 13.267 Schiedsrichter: Pavićević/Ražnatović |
| 19. Januar 2019 15:30 Uhr | meiste Tore: Er. Feuchtmann 7 | (11:21)        | meiste Tore: Ali 8 | Lanxess Arena, Köln Zuschauer: 13.267 Schiedsrichter: Pavićević/Ražnatović |
| 19. Januar 2019 15:30 Uhr | Strafen: 3× 1×                | Spielstatistik | Strafen: 1× 3×     | Lanxess Arena, Köln Zuschauer: 13.267 Schiedsrichter: Pavićević/Ražnatović |

| 19. Januar 2019 15:30 Uhr | Saudi-Arabien           | 34:29          | Angola                  | Royal Arena, Kopenhagen Zuschauer: 6.233 Schiedsrichter: Grillo/Lenci |
| 19. Januar 2019 15:30 Uhr | meiste Tore: al-Abbas 9 | (20:14)        | meiste Tore: Ferreira 8 | Royal Arena, Kopenhagen Zuschauer: 6.233 Schiedsrichter: Grillo/Lenci |
| 19. Januar 2019 15:30 Uhr | Strafen: 2× 4×          | Spielstatistik | Strafen: 3×             | Royal Arena, Kopenhagen Zuschauer: 6.233 Schiedsrichter: Grillo/Lenci |

| 19. Januar 2019 18:00 Uhr | Serbien                | 32:27          | Bahrain                  | Royal Arena, Kopenhagen Zuschauer: 7.225 Schiedsrichter: Gasmi/Gasmi |
| 19. Januar 2019 18:00 Uhr | meiste Tore: V. Ilić 9 | (15:17)        | meiste Tore: al-Sayyad 9 | Royal Arena, Kopenhagen Zuschauer: 7.225 Schiedsrichter: Gasmi/Gasmi |
| 19. Januar 2019 18:00 Uhr | Strafen: 1× 6×         | Spielstatistik | Strafen: 2× 7× 2×        | Royal Arena, Kopenhagen Zuschauer: 7.225 Schiedsrichter: Gasmi/Gasmi |

| 19. Januar 2019 20:30 Uhr | Österreich             | 22:24          | Argentinien                    | Royal Arena, Kopenhagen Zuschauer: 1.013 Schiedsrichter: Boualloucha/Khenissi |
| 19. Januar 2019 20:30 Uhr | meiste Tore: Frimmel 8 | (12:12)        | meiste Tore: F. G. Fernández 6 | Royal Arena, Kopenhagen Zuschauer: 1.013 Schiedsrichter: Boualloucha/Khenissi |
| 19. Januar 2019 20:30 Uhr | Strafen: 2× 5×         | Spielstatistik | Strafen: 2×                    | Royal Arena, Kopenhagen Zuschauer: 1.013 Schiedsrichter: Boualloucha/Khenissi |

### Spiel um Platz 23
| 20. Januar 2019 13:00 Uhr | Japan                           | 29:32          | Angola              | Royal Arena, Kopenhagen Zuschauer: 2.952 Schiedsrichter: Gasmi/Gasmi |
| 20. Januar 2019 13:00 Uhr | meiste Tore: Watanabe, Doi je 5 | (14:15)        | meiste Tore: Sibo 8 | Royal Arena, Kopenhagen Zuschauer: 2.952 Schiedsrichter: Gasmi/Gasmi |
| 20. Januar 2019 13:00 Uhr | Strafen: 2× 4×                  | Spielstatistik | Strafen: 2× 5×      | Royal Arena, Kopenhagen Zuschauer: 2.952 Schiedsrichter: Gasmi/Gasmi |

### Spiel um Platz 21
| 20. Januar 2019 15:30 Uhr | Korea               | 26:27          | Saudi-Arabien                   | Royal Arena, Kopenhagen Zuschauer: 3.523 Schiedsrichter: Kolahdouzan/Mousavian |
| 20. Januar 2019 15:30 Uhr | meiste Tore: Kang 4 | (14:13)        | meiste Tore: Mojtaba al-Salem 7 | Royal Arena, Kopenhagen Zuschauer: 3.523 Schiedsrichter: Kolahdouzan/Mousavian |
| 20. Januar 2019 15:30 Uhr | Strafen: 3×         | Spielstatistik | Strafen: 3× 7×                  | Royal Arena, Kopenhagen Zuschauer: 3.523 Schiedsrichter: Kolahdouzan/Mousavian |

### Spiel um Platz 19
| 20. Januar 2019 18:00 Uhr | Bahrain                   | 27:29          | Österreich           | Royal Arena, Kopenhagen Zuschauer: 3.624 Schiedsrichter: Lah/Sok |
| 20. Januar 2019 18:00 Uhr | meiste Tore: al-Salatna 6 | (17:17)        | meiste Tore: Weber 9 | Royal Arena, Kopenhagen Zuschauer: 3.624 Schiedsrichter: Lah/Sok |
| 20. Januar 2019 18:00 Uhr | Strafen: 5×               | Spielstatistik | Strafen: 1× 6×       | Royal Arena, Kopenhagen Zuschauer: 3.624 Schiedsrichter: Lah/Sok |

### Spiel um Platz 17
| 20. Januar 2019 20:30 Uhr | Serbien              | 28:30          | Argentinien               | Royal Arena, Kopenhagen Zuschauer: 1.421 Schiedsrichter: Gubica/Milošević |
| 20. Januar 2019 20:30 Uhr | meiste Tore: Kukic 7 | (15:13)        | meiste Tore: Fernández 10 | Royal Arena, Kopenhagen Zuschauer: 1.421 Schiedsrichter: Gubica/Milošević |
| 20. Januar 2019 20:30 Uhr | Strafen: 2× 7×       | Spielstatistik | Strafen: 2× 6×            | Royal Arena, Kopenhagen Zuschauer: 1.421 Schiedsrichter: Gubica/Milošević |

### Spiel um Platz 15
| 20. Januar 2019 13:00 Uhr | Mazedonien             | 32:30          | Chile                         | Lanxess Arena, Köln Zuschauer: 9.473 Schiedsrichter: Brunner / Ražnatović |
| 20. Januar 2019 13:00 Uhr | meiste Tore: Lazarov 9 | (16:16)        | meiste Tore: Er. Feuchtmann 9 | Lanxess Arena, Köln Zuschauer: 9.473 Schiedsrichter: Brunner / Ražnatović |
| 20. Januar 2019 13:00 Uhr | Strafen: 1× 4×         | Spielstatistik | Strafen: 3× 5×                | Lanxess Arena, Köln Zuschauer: 9.473 Schiedsrichter: Brunner / Ražnatović |

### Spiel um Platz 13
| 20. Januar 2019 15:30 Uhr | Russland                | 28:34          | Katar                        | Lanxess Arena, Köln Zuschauer: 12.781 Schiedsrichter: Salah / Pavićević |
| 20. Januar 2019 15:30 Uhr | meiste Tore: Kowaljow 9 | (14:17)        | meiste Tore: Marzo, Ali je 8 | Lanxess Arena, Köln Zuschauer: 12.781 Schiedsrichter: Salah / Pavićević |
| 20. Januar 2019 15:30 Uhr | Strafen: 2× 7× 1×       | Spielstatistik | Strafen: 1× 6× 1×            | Lanxess Arena, Köln Zuschauer: 12.781 Schiedsrichter: Salah / Pavićević |

## Finalrunde und Spiele um Platz 5 bis 8
Ab der Finalrunde wurden die Spiele im K.-o.-System ausgetragen. Im Falle eines Unentschiedens nach regulärer Spielzeit wäre eine Verlängerung von zweimal fünf Minuten angesetzt worden. Wenn es nach der ersten Verlängerung weiterhin Unentschieden gestanden hätte, wäre eine zweite Verlängerung von zweimal fünf Minuten durchgeführt worden. Hätte auch die zweite Verlängerung des Spiels unentschieden geendet, wäre die Partie in einem Siebenmeterwerfen entschieden worden.

### Übersicht
| Halbfinale       | Halbfinale  | Halbfinale |    |          | Finale           | Finale     | Finale   |
|                  |             |            |    |          |                  |            |          |
| A2               | Frankreich  | 30         |    |          |                  |            |          |
| B1               | Dänemark    | 38         |    |          | Endspiel         | Endspiel   | Endspiel |
|                  |             |            | B1 | Dänemark | 31               |            |          |
|                  |             |            |    | B2       | Norwegen         | 22         |          |
| A1               | Deutschland | 25         |    |          |                  |            |          |
| B2               | Norwegen    | 31         |    |          |                  |            |          |
|                  |             |            |    |          | Spiel um Platz 3 |            |          |
|                  |             |            |    |          | A2               | Frankreich | 26       |
| A1               | Deutschland | 25         |    |          |                  |            |          |
|                  |             |            |    |          |                  |            |          |
| Spiel um Platz 5 |             |            |    |          |                  |            |          |
| A3               | Kroatien    | 28         |    |          |                  |            |          |
| B3               | Schweden    | 34         |    |          |                  |            |          |
|                  |             |            |    |          |                  |            |          |
| Spiel um Platz 7 |             |            |    |          |                  |            |          |
| A4               | Spanien     | 36         |    |          |                  |            |          |
| B4               | Ägypten     | 31         |    |          |                  |            |          |
|                  |             |            |    |          |                  |            |          |

### Spiel um Platz 7
| 26. Januar 2019 17:30 Uhr | Spanien                 | 36:31          | Ägypten                 | Jyske Bank Boxen, Herning Zuschauer: 5.318 Schiedsrichter: Gjeding/Hansen |
| 26. Januar 2019 17:30 Uhr | meiste Tore: Cañellas 9 | (17:18)        | meiste Tore: El-Ahmar 7 | Jyske Bank Boxen, Herning Zuschauer: 5.318 Schiedsrichter: Gjeding/Hansen |
| 26. Januar 2019 17:30 Uhr | Strafen: 1× 3×          | Spielstatistik | Strafen: 1× 3× 1×       | Jyske Bank Boxen, Herning Zuschauer: 5.318 Schiedsrichter: Gjeding/Hansen |

### Spiel um Platz 5
| 26. Januar 2019 20:30 Uhr | Kroatien                 | 28:34          | Schweden              | Jyske Bank Boxen, Herning Zuschauer: 6.075 Schiedsrichter: Schulze/Tönnies |
| 26. Januar 2019 20:30 Uhr | meiste Tore: Stepančić 5 | (13:16)        | meiste Tore: Ekberg 6 | Jyske Bank Boxen, Herning Zuschauer: 6.075 Schiedsrichter: Schulze/Tönnies |
| 26. Januar 2019 20:30 Uhr | Strafen: 2× 3×           | Spielstatistik | Strafen: 2×           | Jyske Bank Boxen, Herning Zuschauer: 6.075 Schiedsrichter: Schulze/Tönnies |

### Halbfinale
| 25. Januar 2019 17:30 Uhr | Dänemark                  | 38:30          | Frankreich          | Barclaycard Arena, Hamburg Zuschauer: 12.500 Schiedsrichter: Gubica/Milošević |
| 25. Januar 2019 17:30 Uhr | meiste Tore: M. Hansen 12 | (21:15)        | meiste Tore: Mahé 8 | Barclaycard Arena, Hamburg Zuschauer: 12.500 Schiedsrichter: Gubica/Milošević |
| 25. Januar 2019 17:30 Uhr | Strafen: 3×               | Spielstatistik | Strafen: 2× 4×      | Barclaycard Arena, Hamburg Zuschauer: 12.500 Schiedsrichter: Gubica/Milošević |

| 25. Januar 2019 20:30 Uhr | Deutschland               | 25:31          | Norwegen           | Barclaycard Arena, Hamburg Zuschauer: 12.500 Schiedsrichter: Horáček/Novotný |
| 25. Januar 2019 20:30 Uhr | meiste Tore: Gensheimer 7 | (12:14)        | meiste Tore: Rød 7 | Barclaycard Arena, Hamburg Zuschauer: 12.500 Schiedsrichter: Horáček/Novotný |
| 25. Januar 2019 20:30 Uhr | Strafen: 2× 7× 1×         | Spielstatistik | Strafen: 2× 3×     | Barclaycard Arena, Hamburg Zuschauer: 12.500 Schiedsrichter: Horáček/Novotný |

### Spiel um Platz 3
| 27. Januar 2019 14:30 Uhr | Deutschland               | 25:26          | Frankreich          | Jyske Bank Boxen, Herning Zuschauer: 14.121 Schiedsrichter: Fonseca/Santos |
| 27. Januar 2019 14:30 Uhr | meiste Tore: Gensheimer 7 | (13:9)         | meiste Tore: Mahé 7 | Jyske Bank Boxen, Herning Zuschauer: 14.121 Schiedsrichter: Fonseca/Santos |
| 27. Januar 2019 14:30 Uhr | Strafen: 2× 6× 1×         | Spielstatistik | Strafen: 3× 4×      | Jyske Bank Boxen, Herning Zuschauer: 14.121 Schiedsrichter: Fonseca/Santos |

### Finale
| 27. Januar 2019 17:30 Uhr | Dänemark                 | 31:22          | Norwegen              | Jyske Bank Boxen, Herning Zuschauer: 15.003 Schiedsrichter: Gubica/Milošević |
| 27. Januar 2019 17:30 Uhr | meiste Tore: M. Hansen 7 | (18:11)        | meiste Tore: Jøndal 8 | Jyske Bank Boxen, Herning Zuschauer: 15.003 Schiedsrichter: Gubica/Milošević |
| 27. Januar 2019 17:30 Uhr | Strafen: 1× 3×           | Spielstatistik | Strafen: 1× 3×        | Jyske Bank Boxen, Herning Zuschauer: 15.003 Schiedsrichter: Gubica/Milošević |

## Abschlussplatzierungen
| Rang   | Mannschaft    |
| ------ | ------------- |
| Gold   | Dänemark      |
| Silber | Norwegen      |
| Bronze | Frankreich    |
| 04     | Deutschland   |
| 05     | Schweden      |
| 06     | Kroatien      |
| 07     | Spanien       |
| 08     | Ägypten       |
|        |               |
| 09     | Brasilien     |
| 10     | Ungarn        |
| 11     | Island        |
| 12     | Tunesien      |
|        |               |
| 13     | Katar         |
| 14     | Russland      |
| 15     | Mazedonien    |
| 16     | Chile         |
| 17     | Argentinien   |
| 18     | Serbien       |
| 19     | Österreich    |
| 20     | Bahrain       |
| 21     | Saudi-Arabien |
| 22     | Korea         |
| 23     | Angola        |
| 24     | Japan         |

Die fünftplatzierten Mannschaften der beiden Hauptrundengruppen wurden auf die Plätze 9 und 10 gesetzt, die sechstplatzierten Mannschaften auf die Plätze 11 und 12.
Die Ermittlung dieser Plätze erfolgte gemäß der folgenden Berechnungskriterien:
1. Punktzahl
2. Bei Punktgleichheit entschied die bessere Tordifferenz aus der Vorrunde.
3. Bei Punktgleichheit und identischer Tordifferenz entschied die höhere Anzahl erzielter Tore aus der Vorrunde.
4. Wäre eine Platzierung gemäß vorstehender Kriterien nicht möglich gewesen, hätte das Los über die Reihenfolge der Platzierung entschieden.

Der erste Platz berechtigt zur Teilnahme an der Weltmeisterschaft 2021 in Ägypten. Der Weltmeister 2019 ist zudem direkt für die Olympischen Spiele 2020 in Japan qualifiziert. Die Mannschaften der Plätze 2 bis 7 sind berechtigt, an den Olympia-Qualifikationsturnieren teilzunehmen, die im April 2020 stattfinden.

## Schiedsrichter
Für die Handball-Weltmeisterschaft 2019 wurden von der International Handball Federation folgende Schiedsrichterpaare nominiert:
| Namen                               | Nation/en          | Spiele |
| ----------------------------------- | ------------------ | --- |
| Julián López Grillo Sebastián Lenci | Argentinien        | Vorrunde, Gruppe B: Bahrain – Spanien 23:33 (11:16) Vorrunde, Gruppe B: Spanien – Japan 26:22 (10:11) Vorrunde, Gruppe B: Kroatien – Bahrain 32:20 (19:9) President’s Cup, Platzierungsspiele: Saudi-Arabien – Angola 34:29 (20:14) |
| Martin Gjeding Mads Hansen          | Dänemark           | Vorrunde, Gruppe A: Korea – Deutschland 19:30 (10:17) Vorrunde, Gruppe A: Frankreich – Serbien 32:21 (15:12) Vorrunde, Gruppe A: Serbien – Brasilien 22:24 (11:14) Vorrunde, Gruppe A: Deutschland – Frankreich 25:25 (12:10) Vorrunde, Gruppe B: Spanien – Kroatien 19:23 (10:13) Hauptrunde, Gruppe I: Kroatien – Deutschland 21:22 (11:11) President’s Cup, Platzierungsspiele: Russland – Mazedonien 30:28 (17:14) Finalrunde, Spiel um Platz 7: Spanien – Ägypten            |
| Robert Schulze Tobias Tönnies       | Deutschland        | Vorrunde, Gruppe C: Saudi-Arabien – Österreich 22:29 (9:15) Vorrunde, Gruppe C: Norwegen – Saudi-Arabien 40:21 (20:10) Vorrunde, Gruppe C: Österreich – Dänemark 17:28 (8:11) Vorrunde, Gruppe D: Katar – Schweden 22:23 (11:10) Hauptrunde, Gruppe II: Dänemark – Ungarn 25:22 (15:10) Hauptrunde, Gruppe II: Norwegen – Ungarn 35:26 (16:13) Finalrunde, Spiel um Platz 5: Kroatien – Schweden 28:34 (13:16)                                                                    |
| Karim Gasmi Raouf Gasmi             | Frankreich         | Vorrunde, Gruppe C: Österreich – Chile 24:32 (15:14) Vorrunde, Gruppe C: Dänemark – Saudi-Arabien 34:22 (17:11) Vorrunde, Gruppe C: Norwegen – Chile 41:20 (21:12) President’s Cup, Platzierungsspiele: Serbien – Bahrain 32:27 (15:17) President’s Cup, Spiel um Platz 23: Japan – Angola 29:32 (14:15) |
| Majid Kolahdouzan Alireza Mousavian | Iran               | Vorrunde, Gruppe D: Ungarn – Angola 34:24 (18:8) Vorrunde, Gruppe D: Argentinien – Ägypten 20:22 (9:8) Vorrunde, Gruppe D: Ägypten – Angola 33:28 (19:12) President’s Cup, Spiel um Platz 21: Korea – Saudi-Arabien 26:27 (14:13) |
| Matija Gubica Boris Milošević       | Kroatien           | Vorrunde, Gruppe C: Tunesien – Norwegen 24:34 (13:18) Vorrunde, Gruppe C: Tunesien – Chile 36:30 (18:15) Vorrunde, Gruppe C: Chile – Saudi-Arabien 32:27 (21:13) Hauptrunde, Gruppe II: Ägypten – Dänemark 20:26 (7:9) President’s Cup, Platzierungsspiele: Korea – Japan 27:25 (12:14) President’s Cup, Spiel um Platz 17: Serbien – Argentinien 28:30 (15:13) Finalrunde, Halbfinale: Dänemark – Frankreich 38:30 (21:15) Finalrunde, Finale: Dänemark – Norwegen 31:22 (18:11) |
| Gjorgji Načevski Slave Nikolov      | Mazedonien         | Vorrunde, Gruppe D: Ägypten – Schweden 24:27 (11:13) Vorrunde, Gruppe D: Ungarn – Katar 32:26 (16:11) Vorrunde, Gruppe D: Angola – Argentinien 26:33 (12:17) Vorrunde, Gruppe C: Dänemark – Norwegen 30:26 (17:14) Hauptrunde, Gruppe II: Tunesien – Schweden 23:35 (14:19) Hauptrunde, Gruppe II: Tunesien – Ägypten 23:30 (10:15) |
| Ivan Pavićević Miloš Ražnatović     | Montenegro         | Vorrunde, Gruppe A: Russland – Korea 34:27 (20:13) Vorrunde, Gruppe A: Frankreich – Korea 34:23 (17:16) Vorrunde, Gruppe A: Russland – Brasilien 23:25 (10:15) Vorrunde, Gruppe A: Deutschland – Serbien 31:23 (16:12) Hauptrunde, Gruppe I: Spanien – Brasilien 36:24 (19:13) President’s Cup, Platzierungsspiele: Chile – Katar 27:37 (11:21) |
| Håvard Kleven Lars Jørum            | Norwegen           | Vorrunde, Gruppe A: Serbien – Russland 30:30 (16:16) Vorrunde, Gruppe A: Deutschland – Brasilien 34:21 (15:8) Vorrunde, Gruppe A: Brasilien – Korea 35:26 (18:10) Hauptrunde, Gruppe I: Frankreich – Spanien 33:30 (17:15) Hauptrunde, Gruppe I: Brasilien – Kroatien 29:26 (17:13) Hauptrunde, Gruppe I: Brasilien – Island 32:29 (15:15) |
| Duarte Santos Ricardo Fonseca       | Portugal           | Vorrunde, Gruppe C: Chile – Dänemark 16:39 (4:22) Vorrunde, Gruppe D: Angola – Katar24:23 (12:8) Vorrunde, Gruppe D: Schweden – Argentinien 31:16 (15:10) Vorrunde, Gruppe D: Ungarn – Ägypten 30:30 (14:14) Vorrunde, Gruppe C: Österreich – Tunesien 27:32 (14:18) Hauptrunde, Gruppe II: Ungarn – Tunesien 26:21 (16:14) Hauptrunde, Gruppe II: Schweden – Norwegen 27:30 (14:17) Finalrunde, Spiel um Platz 3: Deutschland – Frankreich 25:26 (13:9)                          |
| Mirza Kurtagic Mattias Wetterwik    | Schweden           | Vorrunde, Gruppe A: Brasilien – Frankreich 22:24 (13:16) Vorrunde, Gruppe A: Russland – Deutschland 22:22 (10:12) Vorrunde, Gruppe A: Korea – Serbien 29:31 (16:14) Vorrunde, Gruppe B: Mazedonien – Island 22:24 (13:11) Hauptrunde, Gruppe I: Island – Frankreich 22:31 (11:15) Hauptrunde, Gruppe I: Deutschland – Spanien 31:30 (17:15) |
| Arthur Brunner Morad Salah          | Schweiz            | Vorrunde, Gruppe B: Kroatien – Japan 35:27 (18:13) Vorrunde, Gruppe B: Island – Bahrain 36:18 (16:10) Vorrunde, Gruppe B: Mazedonien – Spanien 21:32 (12:13) Vorrunde, Gruppe B: Bahrain – Japan 23:22 (10:9) |
| Bojan Lah David Sok                 | Slowenien          | Vorrunde, Gruppe C: Dänemark – Tunesien 36:22 (19:10) Vorrunde, Gruppe C: Norwegen – Österreich 34:24 (16:13) Vorrunde, Gruppe C: Saudi-Arabien – Tunesien 20:24 (8:12) Vorrunde, Gruppe D: Katar – Argentinien 26:25 (16:13) President’s Cup, Spiel um Platz 19: Bahrain – Österreich 27:29 (17:17) |
| Óscar Raluy Ángel Sabroso           | Spanien            | Vorrunde, Gruppe D: Argentinien – Ungarn 25:25 (10:13) Vorrunde, Gruppe D: Katar – Ägypten 28:23 (15:12) Vorrunde, Gruppe D: Schweden – Angola 37:19 (19:14) Vorrunde, Gruppe D: Schweden – Ungarn 33:30 (16:15) Hauptrunde, Gruppe II: Norwegen – Ägypten 32:28 (16:14) Hauptrunde, Gruppe II: Dänemark – Schweden 30:26 (13:13) |
| Václav Horáček Jiří Novotný         | Tschechien         | Vorrunde, Gruppe B: Japan – Mazedonien 29:38 (13:18) Vorrunde, Gruppe B: Spanien – Island 32:25 (19:14) Vorrunde, Gruppe B: Kroatien – Mazedonien 31:22 (16:11) Vorrunde, Gruppe A: Frankreich – Russland 23:22 (12:12) Hauptrunde, Gruppe I: Deutschland – Island 24:19 (14:10) Hauptrunde, Gruppe I: Frankreich – Kroatien 20:23 (11:11) Finalrunde, Halbfinale: Deutschland – Norwegen 25:31 (12:14)                                                                           |
| Ismail Boualloucha Ramzi Khenissi   | Tunesien           | Vorrunde, Gruppe B: Island – Kroatien 27:31 (14:16) Vorrunde, Gruppe B: Mazedonien – Bahrain 28:23 (12:8) Vorrunde, Gruppe B: Japan – Island 21:12 (12:13) President’s Cup, Platzierungsspiele: Österreich – Argentinien 22:24 (12:12) |
| Miloš Ražnatović Arthur Brunner     | Montenegro Schweiz | President’s Cup, Spiel um Platz 15: Mazedonien – Chile 32:30 (16:16) |
| Ivan Pavićević Morad Salah          | Montenegro Schweiz | President’s Cup, Spiel um Platz 13: Russland – Katar 28:34 (14:17) |
| Yousef Belkhiri Sid Ali Hamidi      | Algerien           | Reservegespann |
| Kürşad Erdoğan İbrahim Özdeniz      | Türkei             | Reservegespann |

## Auszeichnungen
- Bester Spieler (Most Valuable Player, MVP): Mikkel Hansen

### All-Star-Team
| Magnus Jøndal |                | Bjarte Myrhol          |              | Ferrán Solé |
|               | Sander Sagosen |                        | Fabian Wiede |             |
|               |                | Rasmus Lauge Schmidt   |              |             |
|               |                | Niklas Landin Jacobsen |              |             |

## Statistiken

### Torschützenliste
| Pl.              | Spieler              | Team        | Tore | Würfe | Quote | 7-m-Tore | 7-m-Würfe | Spiele |
| ---------------- | -------------------- | ----------- | ---- | ----- | ----- | -------- | --------- | ------ |
| 1.               | Mikkel Hansen        | Dänemark    | 72   | 108   | 67 %  | 24       | 30        | 10     |
| 2.               | Magnus Jøndal        | Norwegen    | 59   | 68    | 87 %  | 18       | 20        | 10     |
| 3.               | Ferrán Solé          | Spanien     | 58   | 68    | 85 %  | 21       | 23        | 9      |
| 4.               | Uwe Gensheimer       | Deutschland | 56   | 75    | 75 %  | 23       | 29        | 10     |
| 5.               | Sander Sagosen       | Norwegen    | 51   | 87    | 59 %  | 8        | 13        | 10     |
| 6.               | Kiril Lazarov        | Mazedonien  | 48   | 74    | 65 %  | 14       | 18        | 7      |
| 7.               | Youssef Ben Ali      | Katar       | 46   | 61    | 75 %  | 8        | 11        | 7      |
| 7.               | Er. Feuchtmann       | Chile       | 46   | 69    | 67 %  | 12       | 15        | 7      |
| 9.               | Rasmus Lauge Schmidt | Dänemark    | 44   | 63    | 70 %  |          |           | 10     |
| 9.               | Kentin Mahé          | Frankreich  | 44   | 64    | 69 %  | 11       | 12        | 10     |
| Quelle: IHF.info |                      |             |      |       |       |          |           |        |

### Team-Fair-Play
| Pl. | Team          | Spiele |       |           |    |    | Punkte 1 | Punkte 1 |
| Pl. | Team          | Spiele | total | pro Spiel |    |    |          |          |
| --- | ------------- | ------ | ----- | --------- | -- | -- | -------- | -------- |
| 1. | Korea         | 7      | 0     | 1         | 19 | 6  | 49       | 7,0      |
| 1. | Spanien       | 9      | 0     | 0         | 26 | 11 | 63       | 7,0      |
| 3. | Mazedonien    | 7      | 0     | 0         | 21 | 8  | 50       | 7,1      |
| 4. | Kroatien      | 9      | 0     | 0         | 27 | 20 | 74       | 8,2      |
| 5. | Frankreich    | 10     | 0     | 0         | 36 | 15 | 87       | 8,7      |
| 5. | Norwegen      | 10     | 0     | 0         | 34 | 19 | 87       | 8,7      |
| 7. | Japan         | 7      | 0     | 1         | 24 | 12 | 65       | 9,3      |
| 8. | Island        | 8      | 0     | 0         | 31 | 13 | 75       | 9,4      |
| 9. | Chile         | 7      | 0     | 0         | 28 | 11 | 67       | 9,6      |
| 9. | Schweden      | 9      | 0     | 1         | 33 | 15 | 86       | 9,6      |
| 11. | Dänemark      | 10     | 0     | 0         | 42 | 16 | 100      | 10,0     |
| 12. | Tunesien      | 8      | 0     | 1         | 30 | 17 | 82       | 10,3     |
| 13. | Ägypten       | 9      | 0     | 3         | 32 | 15 | 94       | 10,4     |
| 14. | Brasilien     | 8      | 0     | 1         | 33 | 16 | 87       | 10,9     |
| 15 | Angola        | 7      | 0     | 2         | 30 | 10 | 80       | 11,4     |
| 15 | Ungarn        | 8      | 0     | 1         | 37 | 12 | 91       | 11,4     |
| 17. | Österreich    | 7      | 0     | 0         | 35 | 12 | 82       | 11,7     |
| 18. | Deutschland   | 10     | 0     | 2         | 45 | 18 | 118      | 11,8     |
| 19. | Katar         | 7      | 0     | 2         | 31 | 12 | 84       | 12,0     |
| 20. | Argentinien   | 7      | 1     | 0         | 30 | 16 | 86       | 12,3     |
| 21. | Saudi-Arabien | 7      | 0     | 1         | 39 | 11 | 94       | 13,4     |
| 22. | Russland      | 7      | 0     | 3         | 36 | 10 | 97       | 13,9     |
| 23. | Bahrain       | 7      | 0     | 4         | 35 | 8  | 98       | 14,0     |
| 24. | Serbien       | 7      | 0     | 2         | 40 | 15 | 105      | 15,0     |
| 1 Die Punktesumme setzt sich wie folgt zusammen: Für jede gibt es 1 Punkt, sind 2 Punkte, sind 5 Punkte (gilt auch bei 3× ) und eine hat 10 Punkte zur Folge. 2 Bei der Partie um Platz 3 hat Deutschland eine wegen 3× erhalten, die nicht erfasst wurde. Daher taucht die dritte in der Fair-Play-Wertung nicht auf. |               |        |       |           |    |    |          |          |
| Quelle: IHF.info |               |        |       |           |    |    |          |          |

## Übertragungsrechte

### Deutschland
Erstmals seit 2013 war in Deutschland eine Handball-WM wieder live im Free-TV zu sehen. Die beiden deutschen öffentlich-rechtlichen Sender ARD und ZDF übertrugen bei diesem Turnier alle Spiele der deutschen Handballnationalmannschaft. Das ZDF übertrug das Finale. Eurosport hatte eine Sublizenz erworben und zeigte 15 weitere WM-Spiele ohne deutsche Beteiligung im Free-TV.
Ebenfalls eine Sublizenz erhielt die DOSB New Media GmbH, die Sportdeutschland.TV betreibt. Der Online-Sportsender zeigte, zusammen mit seinem Ableger Handball-Deutschland.TV, alle 96 Spiele der WM 2019 live und auf Abruf im Internet. Die Begegnungen der deutschen Herren-Nationalmannschaft liefen dabei über das Freemium-Paket „Sportdeutschland.TV Plus“. Fans konnten gegen Gebühr werbefrei die gesamte WM inklusive der deutschen Spiele live und on Demand sehen.
Einschaltquoten
Einschaltquoten der Übertragung der deutschen Handballnationalmannschaft durch das Erste und ZDF:
| Spiel | Datum         | Uhrzeit | Sender    | Zuschauer  | Marktanteil | Quelle |
| ----- | ------------- | ------- | --------- | ---------- | ----------- | ------ |
| 1     | 10. Jan. 2019 | 18:15   | ZDF       | 6,11 Mio.  | 23,6 %      | [ 13 ] |
| 2     | 12. Jan. 2019 | 18:15   | ZDF       | 7,92 Mio.  | 31,7 %      | [ 14 ] |
| 3     | 14. Jan. 2019 | 18:00   | Das Erste | 6,67 Mio.  | 26,8 %      | [ 15 ] |
| 4     | 15. Jan. 2019 | 20:30   | ZDF       | 8,53 Mio.  | 25,8 %      | [ 16 ] |
| 5     | 17. Jan. 2019 | 18:00   | Das Erste | 6,76 Mio.  | 27,5 %      | [ 17 ] |
| 6     | 19. Jan. 2019 | 20:30   | Das Erste | 7,87 Mio.  | 24,5 %      | [ 18 ] |
| 7     | 21. Jan. 2019 | 20:30   | ZDF       | 10,02 Mio. | 30,4 %      | [ 19 ] |
| 8     | 23. Jan. 2019 | 20:30   | Das Erste | 9,09 Mio.  | 27,2 %      | [ 20 ] |
| 9     | 25. Jan. 2019 | 20:30   | Das Erste | 11,91 Mio. | 35,0 %      | [ 21 ] |
| 10    | 27. Jan. 2019 | 14:30   | ZDF       | 6,76 Mio.  | 31,6 %      | [ 22 ] |

### Österreich
Der ORF zeigte auf ORF SPORT + alle Spiele der österreichischen Nationalmannschaft sowie die beiden Halbfinalspiele und das Finale.